# Fliessgewässer in Burgdorf BE
Fliessgewässer in Burgdorf (Kanton Bern, Schweiz) gibt es schon seit dem 13. Jahrhundert. Sie wurden zum Antrieb und zur Wasserversorgung von Mühlen, Sägewerken bzw. für Gerbereien u. a. gewerbliche Kleinbetriebe angelegt. Zu Beginn der Industrialisierung kamen weitere für Spinnereien und Webereien hinzu, und die Durchflussmenge in den Gewässern wurde durch Entnahme von Wasser aus der Emme vergrössert. Ursprünglich wurde die Entnahme aus diesem östlich der Stadt wild vorbeifliessenden Fluss gescheut. Man begnügte sich mit dem Wasser aus den linken Seitentälern der Emme bei Hasle und bei Oberburg, die zusammen als Oberburgbach nach Burgdorf abgeleitet wurden.
Am Ende des 18. Jahrhunderts begann der Übergang vom mechanischen zum elektrischen Antrieb der Maschinen in der Textilindustrie. Die einfachen Wasserräder in den Kanälen und die Kraftübertragung mit Transmissionen zu den Maschinen wurden durch elektrische Kleinkraftwerke vor Ort und Elektromotoren an den Maschinen ersetzt. Heute ist die Textilindustrie in Burgdorf fast verschwunden. Die damals errichteten Kleinkraftwerke arbeiten aber weiter. Der von ihnen erzeugte Strom wird von einem überregionalen Elektrizitätsversorgungsunternehmen abgenommen.
Während die Fliessgewässer in Burgdorf «früher reinen industriellen Charakter hatten, bekommen sie heute mehr und mehr auch eine gestaltende Rolle oder werden zum Naherholungsraum und zur Wasserlandschaft.»

## Allgemeines
Der Emme wird erst seit dem 19. Jahrhundert und ein Vielfaches des bis dann zur Verfügung stehenden Wassers entnommen und im sogenannten Gewerbekanal in den Oberburgbach eingeleitet, wodurch sich die nutzbare Leistung der Burgdorfer Wasserkraftanlagen von um die Hundert auf fast 1000 kW vergrösserte. Nach dem Zusammenschluss fliesst das Wasser im Mülibach (Mühlbach) und in der Kleinen Emme (ein alter Nebenarm der Emme) weiter. Diese vier Gewässer sind die vier Arme des sogenannten Wasserkreuzes.

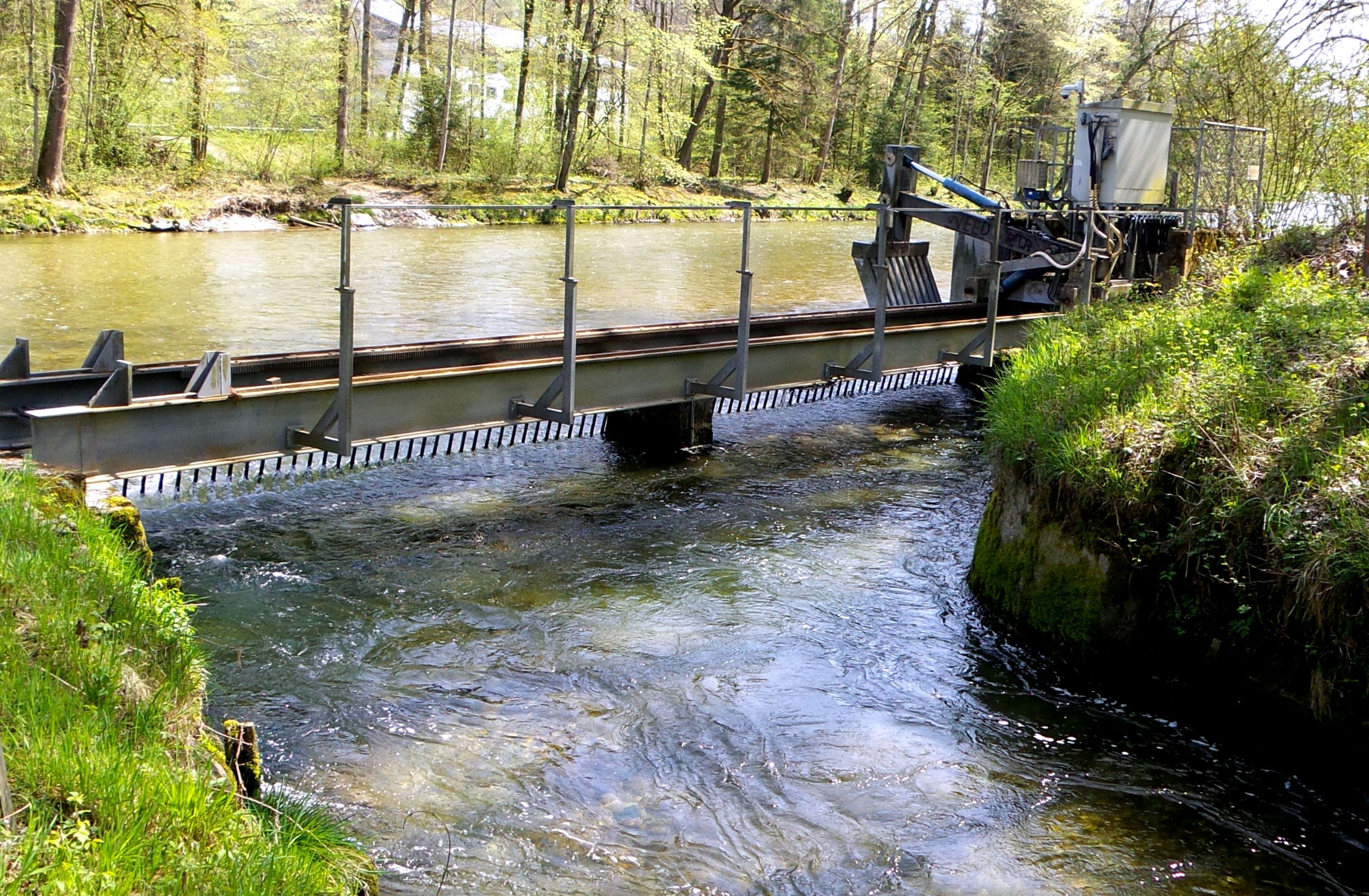
Zufluss aus der Emme in den Gewerbekanal
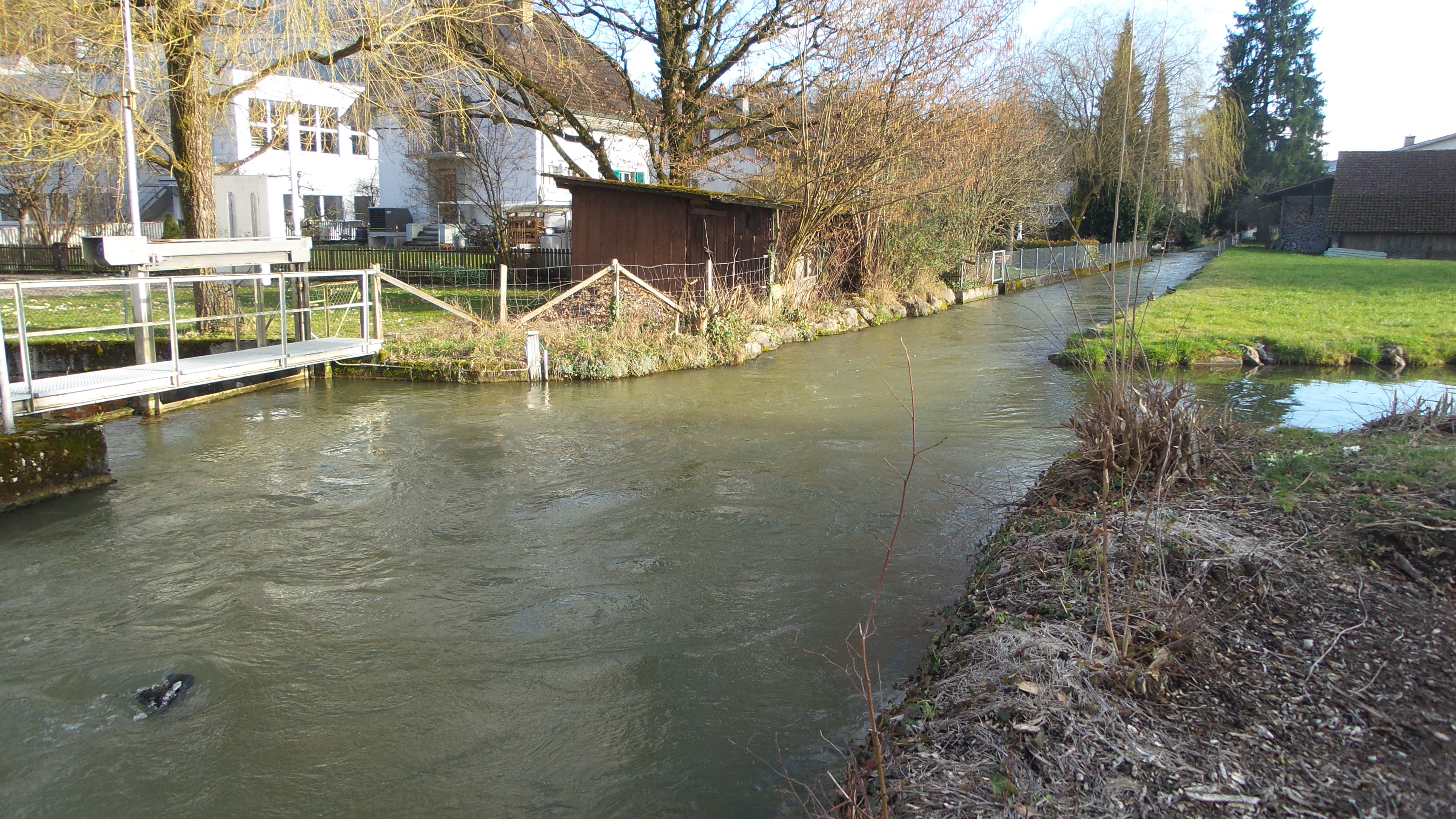
Wasserkreuz: Gewerbekanal von hinten; Oberburgbach von rechts; Überlauf in die Kleine Emme nach links; Mülibach nach vorn
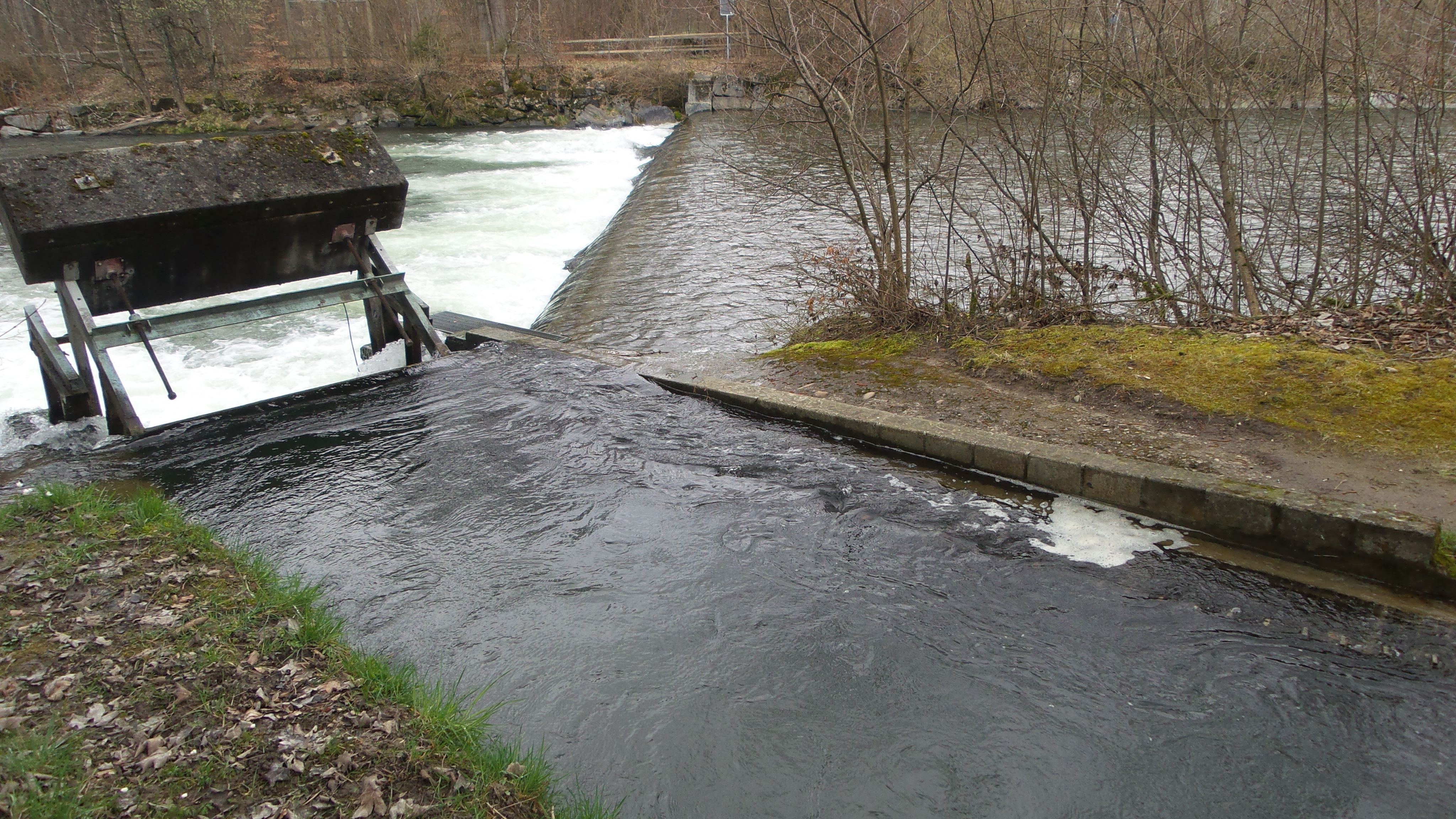
Ende des Mülibachs: fliesst mehrheitlich in einem Düker (Bodenrohr unter der Flussschwelle) unter der Emme hindurch und auf der anderen Seite weiter als Grüttbach

Im nachstehenden Kartenausschnitt und im Fliessschema sind die zahlreichen Bäche unterschiedlichen Namens inkl. ihrer Verzweigungen und Zusammenführungen eingetragen. Das meiste Wasser fliesst nicht mehr zurück in die Emme, sondern aus dem Mülibach unter dieser hindurch (Düker, gebaut 1889), und es bildet in Kirchberg die künstliche Quelle des Grüttbaches. Ein kleinerer Teil fliesst als Lyssachteilbach auch links der Emme weiter. Somit wird das in Burgdorf (z. T. schon vorher in Oberburg) energetisch genutzte Wasser unterhalb Burgdorfs weiter gebraucht. Heute wird die Wasserkraft meistens in elektrische Energie (siehe unten stehendes Schema: von den 10 Kleinkraftwerken sind zzt. 8 in Betrieb, Stand 2024) umgewandelt (siehe auch Kleinkraftwerke Burgdorf BE).

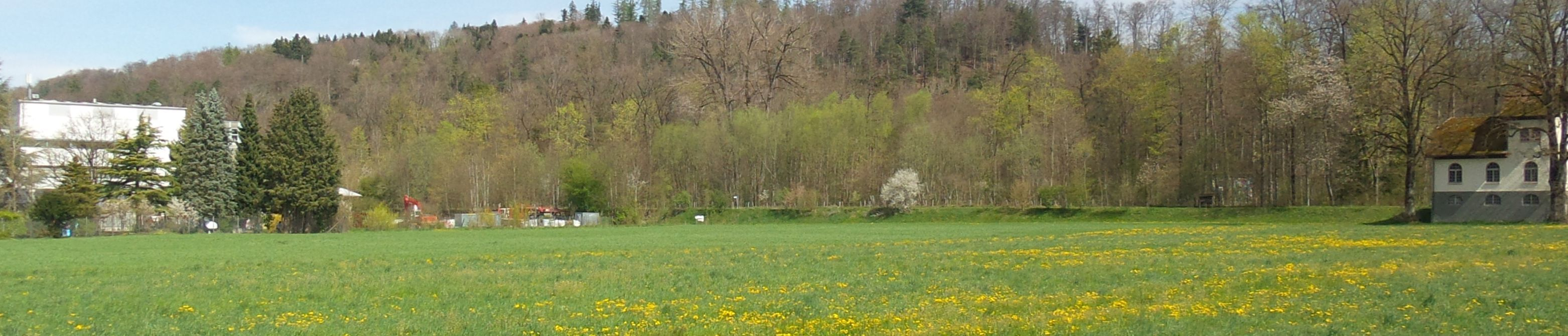
Am Waldrand der Damm des auf ihm nach links fliessenden Gewerbekanals (zweite Teilstrecke), Dammende beim Kraftwerk hinter dem Fabrikgebäude

Ausser dem Zulauf aus der Emme werden alle Gewässer als Bäche bezeichnet, obwohl sie wie der zulaufende Gewerbekanal auch künstlich angelegt sind. Letzterer ist aber als künstlicher Kanal deutlich erkennbar, denn er wurde, um sein Gefälle klein zu halten, bis zur ersten Nutzungsstelle seiner Wasserkraft auf einem immer höher werdenden Damm gebaut.

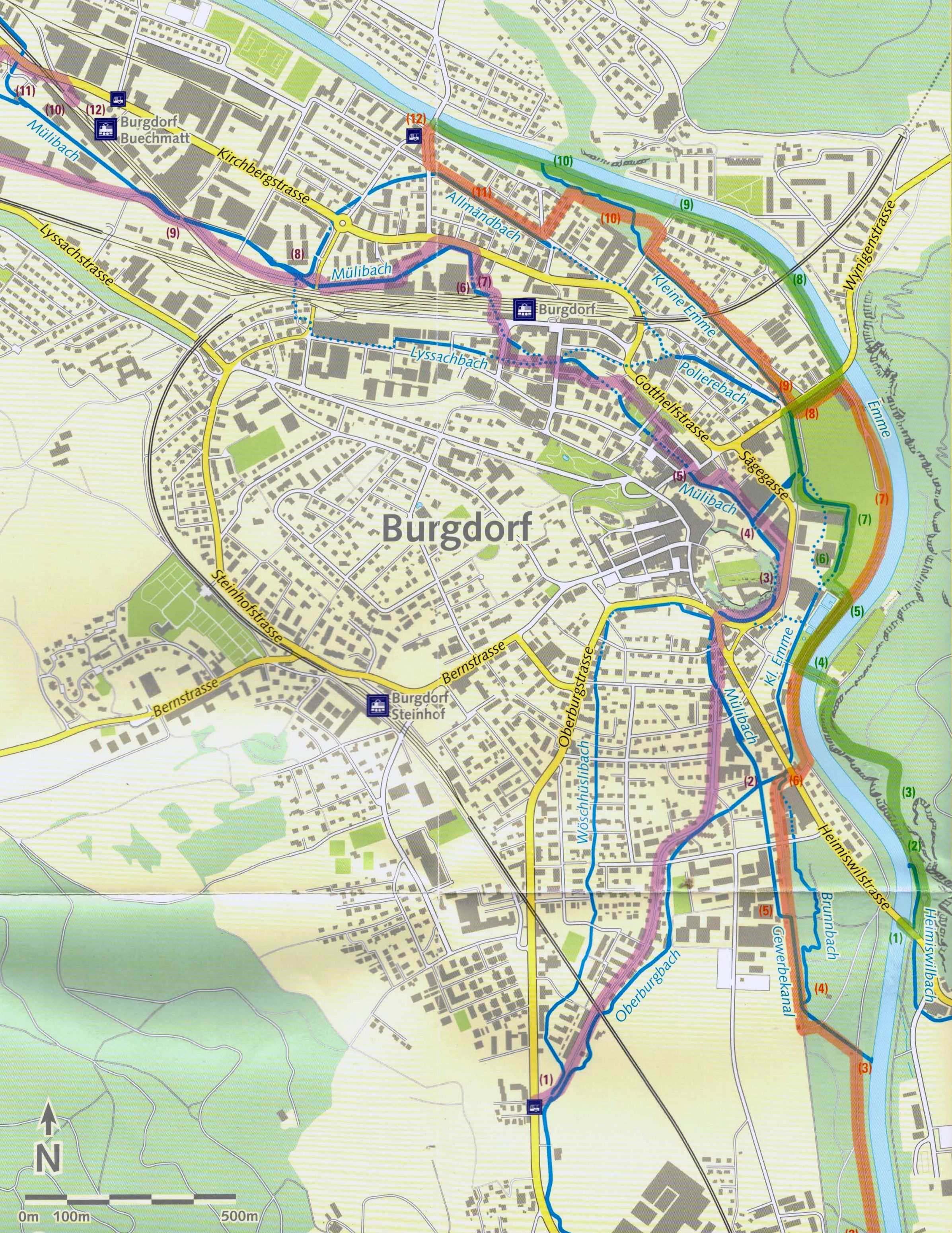
Gewässer in Burgdorf; Fliessrichtung nach oben
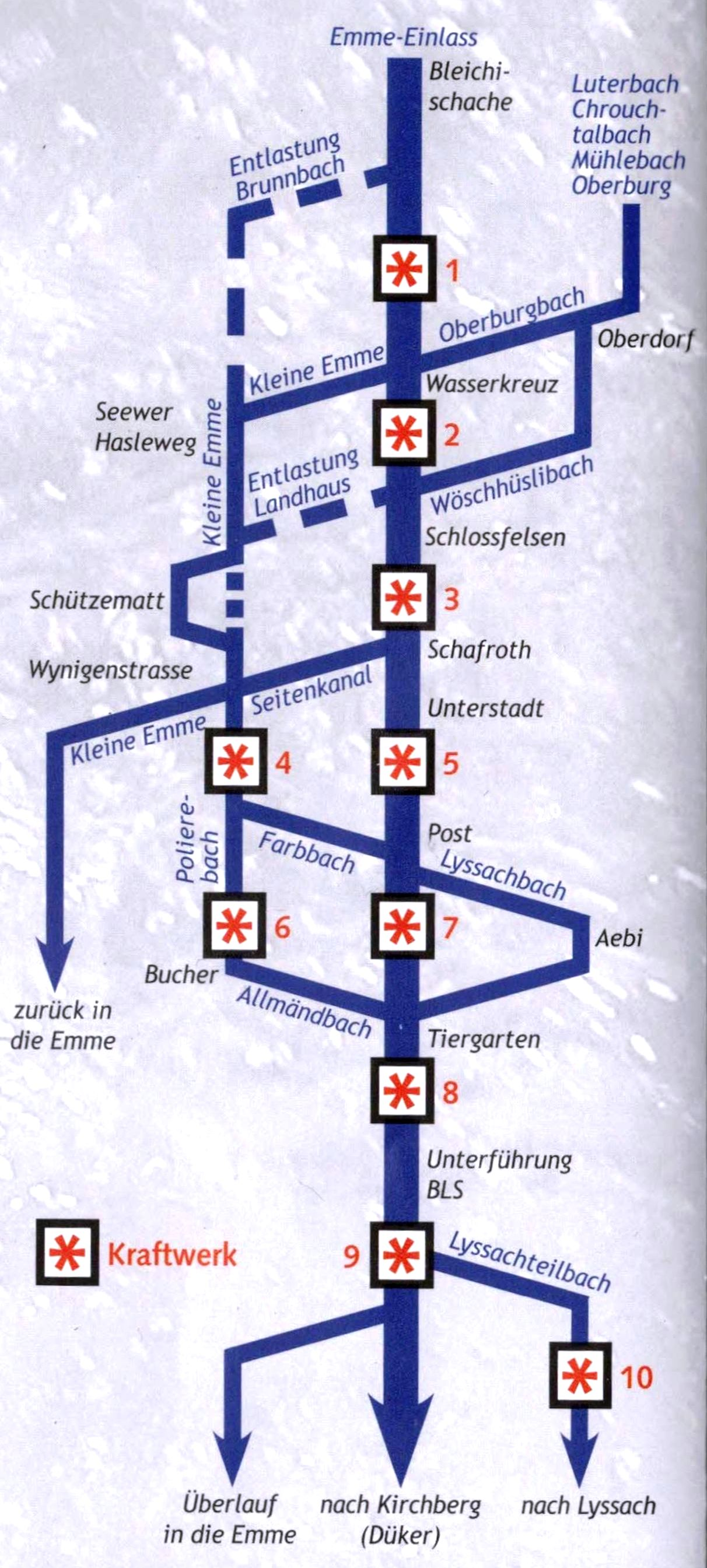
Gewässer schematisch; Fliessrichtung nach unten
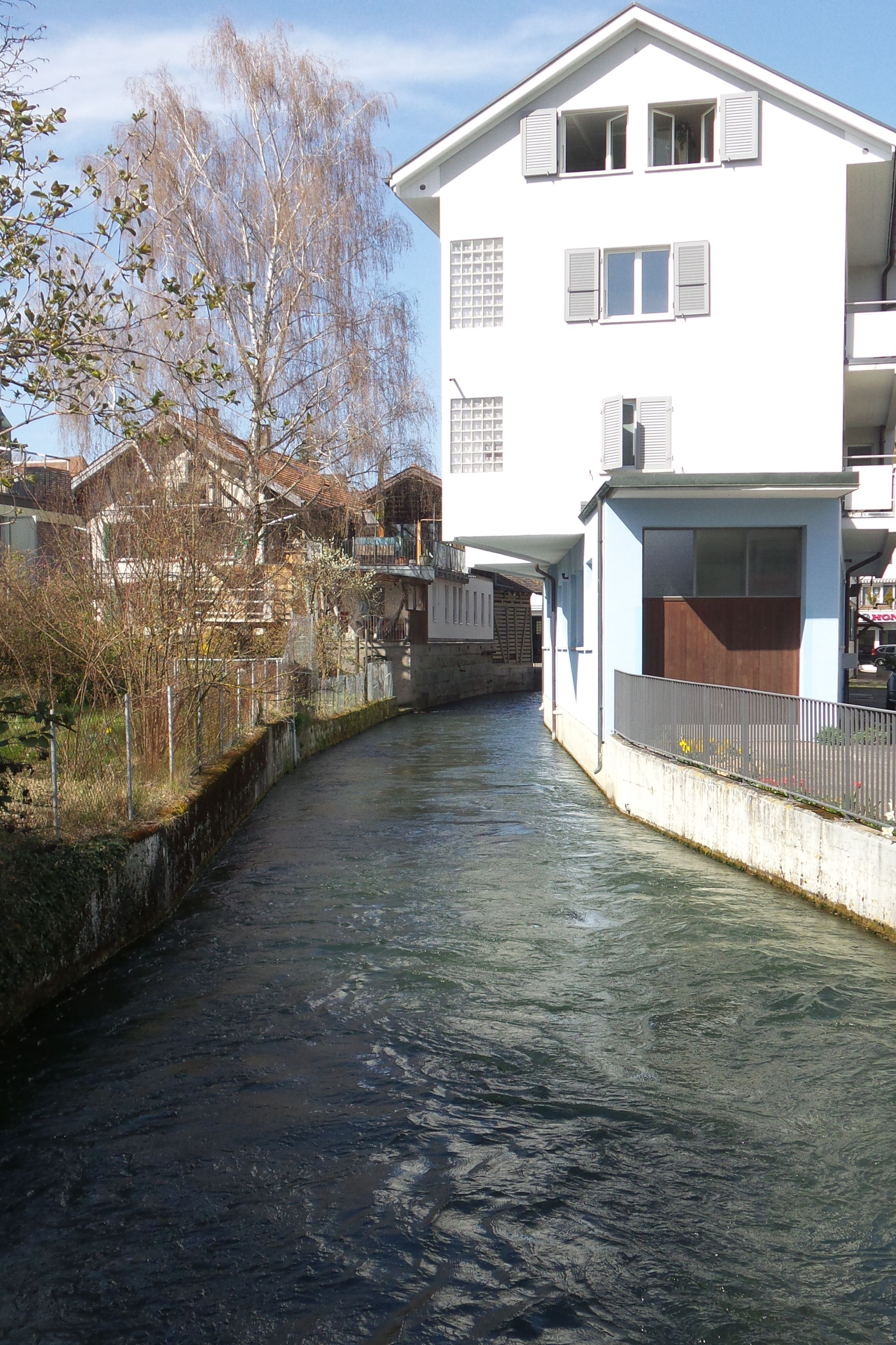
Der Mülibach zwischen Häusern und Gärten

## Die einzelnen Gewässer und ihre heutige Nutzung
Die Gewässer sind zum Teil auf kurzen Strecken abgedeckt, bzw. sie fliessen dort unterirdisch. Im beigefügten Stadtplan ist das gepunktet und korrekt eingetragen (im danebenstehenden Gewässer-Schema befinden sich diesbezüglich Fehler). Von den 10 Kraftwerken in der nebenstehenden Tabelle sind zzt. die mit Nummer 7 und 10 ausser Betrieb (Stand 2024).

### Der Oberburgbach
Den Oberburgbach gab es schon im 13. Jahrhundert. Bis ins 19. Jahrhundert war er einziger Wasserlieferant für die Burgdorfer Gewässer. Er entsteht durch den Zusammenfluss des Luterbachs (mit seinem Nebenbach Chrouchtalbach, natürlich) und des Mülibachs von Oberburg (künstlich, der bei Hasle abgeleitete Biembach) an der südlichen Stadtgrenze gegen Oberburg. Nach etwa einem Drittel des Weges bis zu seinem Ende am Wasserkreuz zweigt der Wöschhüslibach (Waschhausbach, oben links in nebenstehendem Stadtplan-Auszug) ab. Gesamtlänge etwa 1,5 km.

### Der Wöschhüslibach
Der heutige Wöschhüslibach war ursprünglich der untere Teil des Oberburgbaches. Er bekam seinen Namen erst, als im 19. Jahrhundert der Gewerbekanal angelegt und der Oberburgbach geteilt wurde. Unterer Teil des Oberburgbaches ist seitdem der zum Wasserkreuz abgeleitete Teilbach.
Einer der üblicherweise überdachten alten Plätze fürs Waschen der Haushaltwäsche ist am Wöschhüslibach nicht mehr vorhanden. Auf fast seiner ganzen Länge ist er renaturiert und verschönert die durchflossenen Wohngebiete. Am Burgfelsen mündet er in den Mülibach. Gesamtlänge etwa 1,5 km.

Oberburg- und Wöschhüslibach
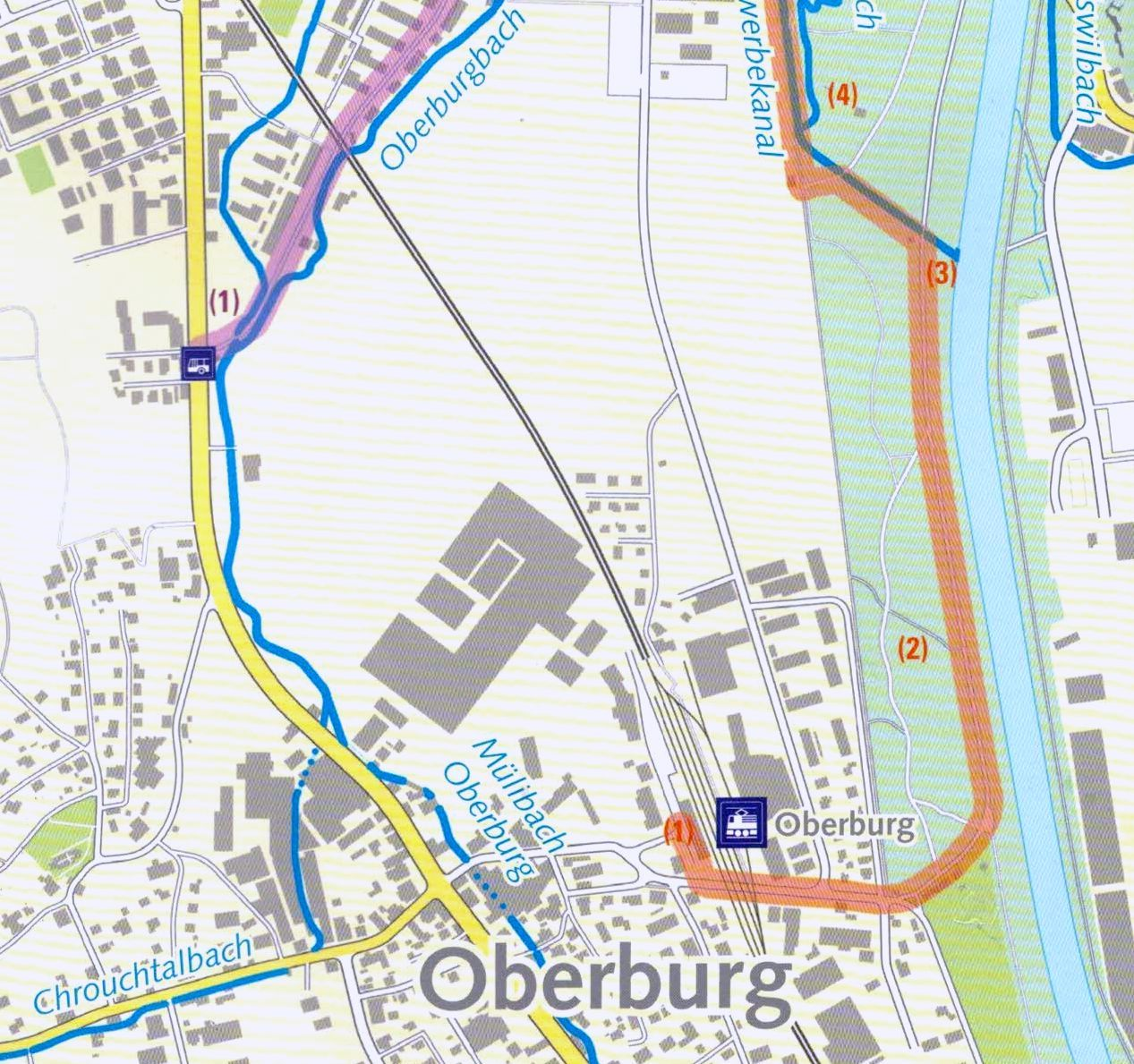
Beginn des Oberburgbachs am Zusammenfluss zweier anderer Bäche am Rande von Oberburg
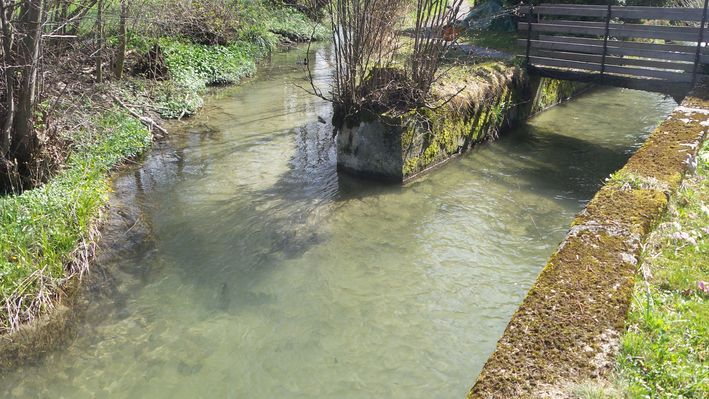
Zusammenfluss von Oberburger Mülibach (links) und Luterbach/Chrouchtalbach
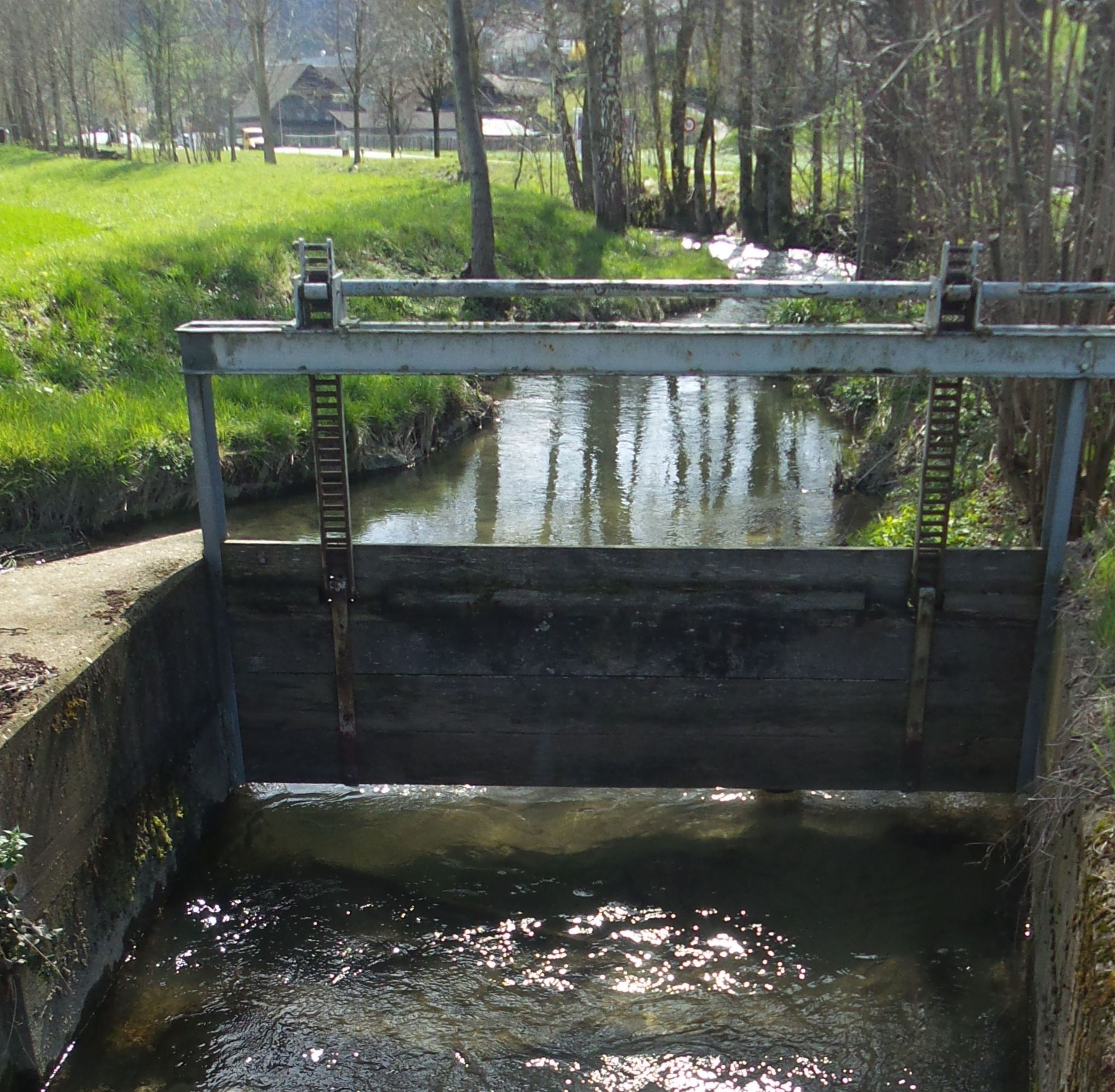
Der Wöschhüslibach (nach vorne) zweigt vom nach links fliessenden Oberburgbach ab
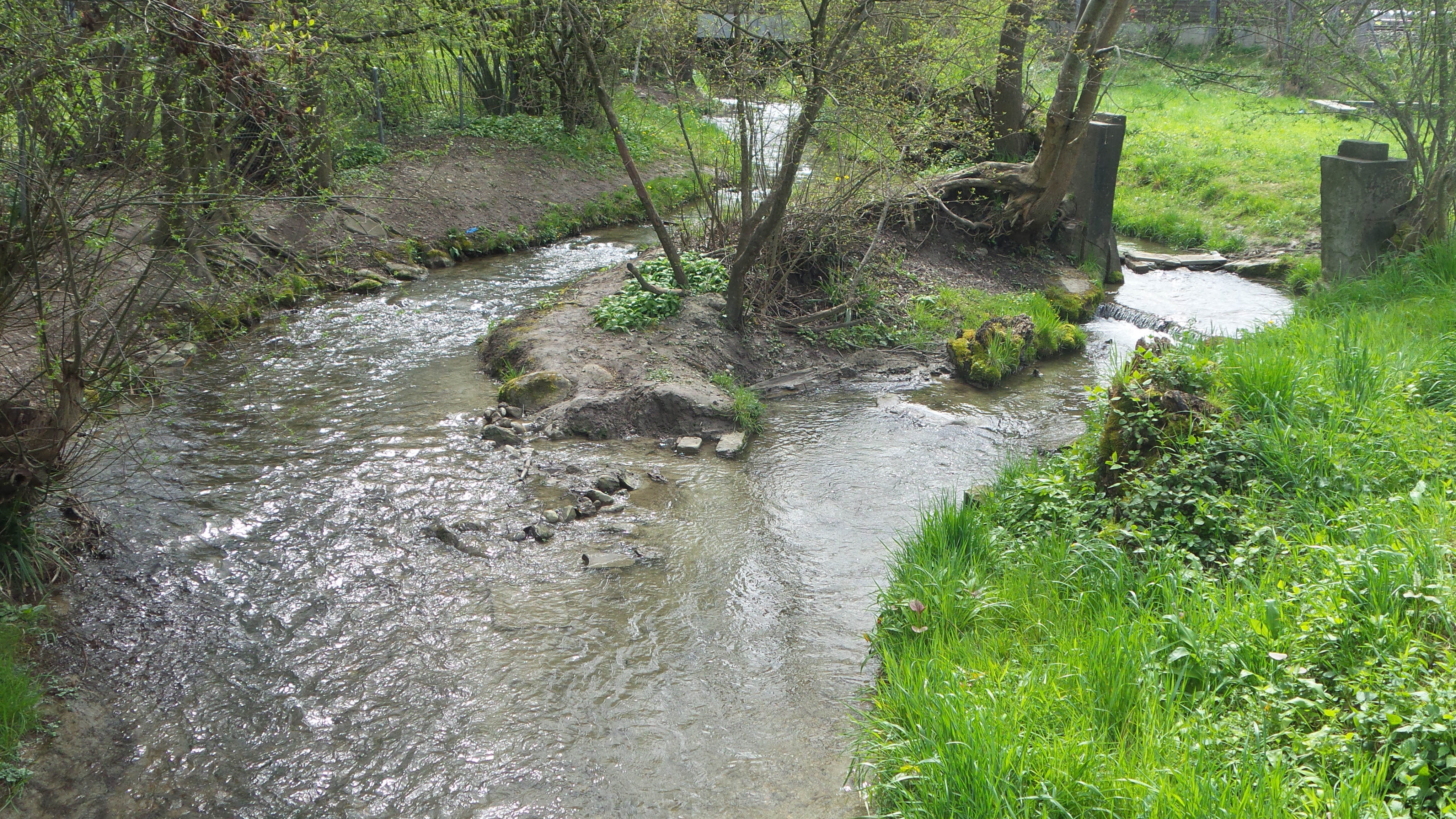
Eine Insel im Wöschhüslibach (nach vorne)
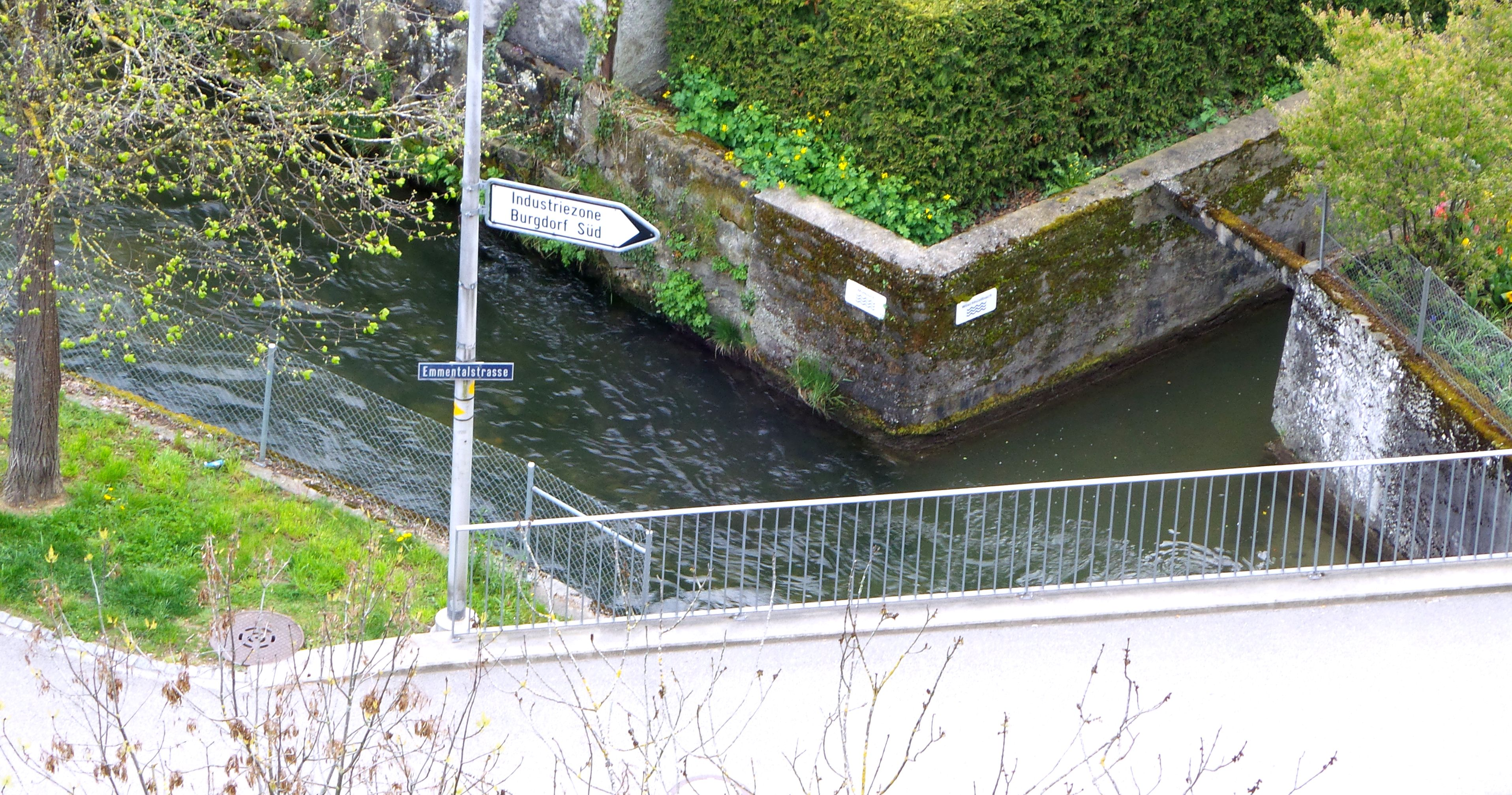
Ende des Wöschhüslibachs (von rechts), Einfluss in den Mülibach (von links)

### Der Gewerbekanal
Auf etwas mehr als seinem halben Weg zwischen Emme-Ausfluss und seinem Ende am Wasserkreuz betreibt der Gewerbekanal das Kraftwerk #1 (Werk Hasleweg). Durch die Führung seines Oberwassers auf einem Damm ist das Gefälle grösser (3,8 m), das zweitgrösste (und somit auch die zweitgrösste Leistung) der Burgdorfer Kleinkraftwerke. Der Damm endet hier, und der den Kanal begleitende Wanderweg geht unmittelbar an dieser Stelle abrupt «bergab». In etwa der Mitte des Oberwasserdamms befindet sich rechts eine Entlastungsöffnung, durch die stets etwas Wasser in den alten, natürlich gebliebenen, aber seines Anfangs beraubten Brunnbach abfliesst. Gesamtlänge etwa 0,8 km.

Der Gewerbekanal
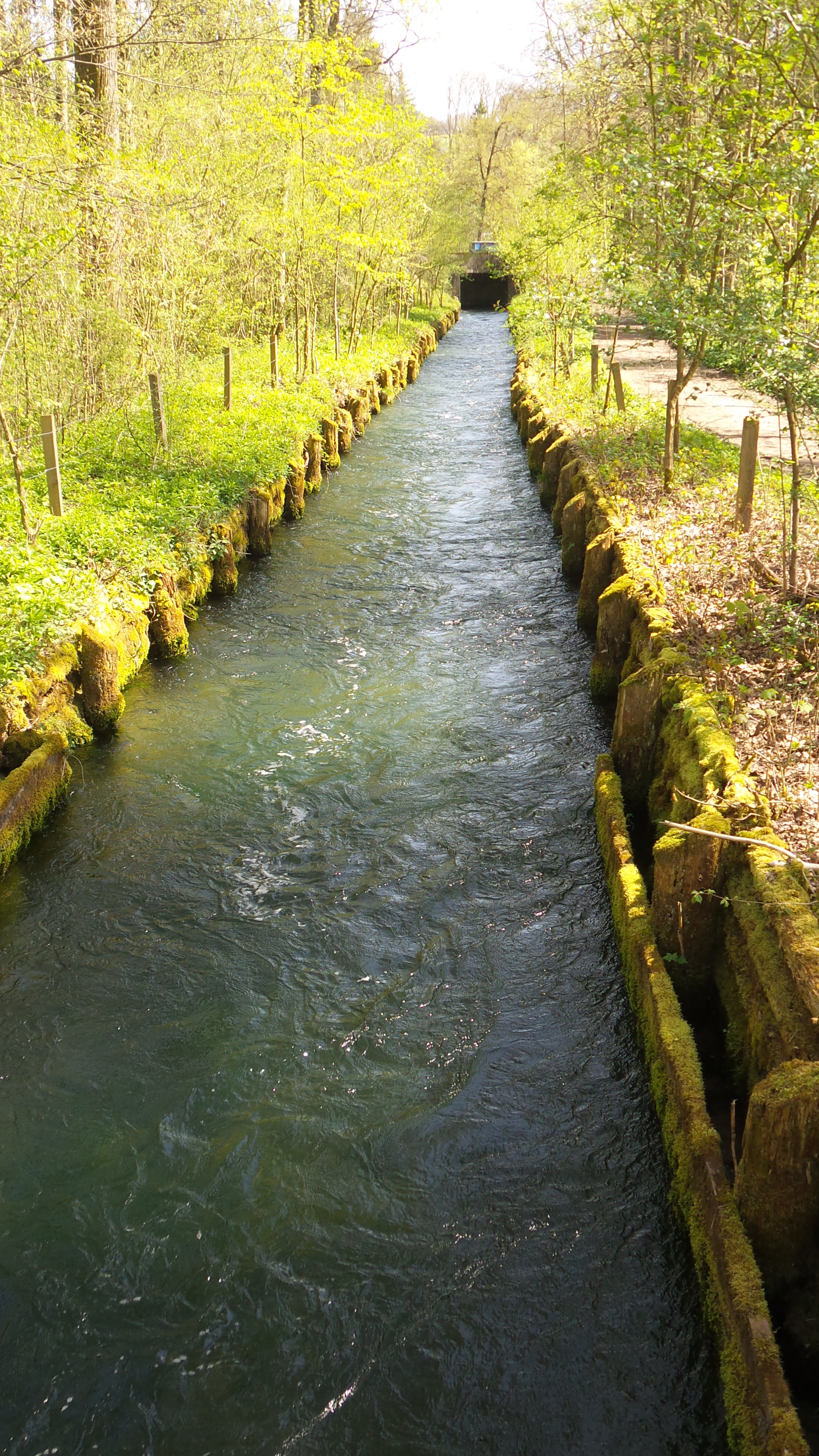
Erste Teilstrecke, Blick zurück, im Hintergrund das dem Emme-Auslass unmittelbar folgende Regulierwehr
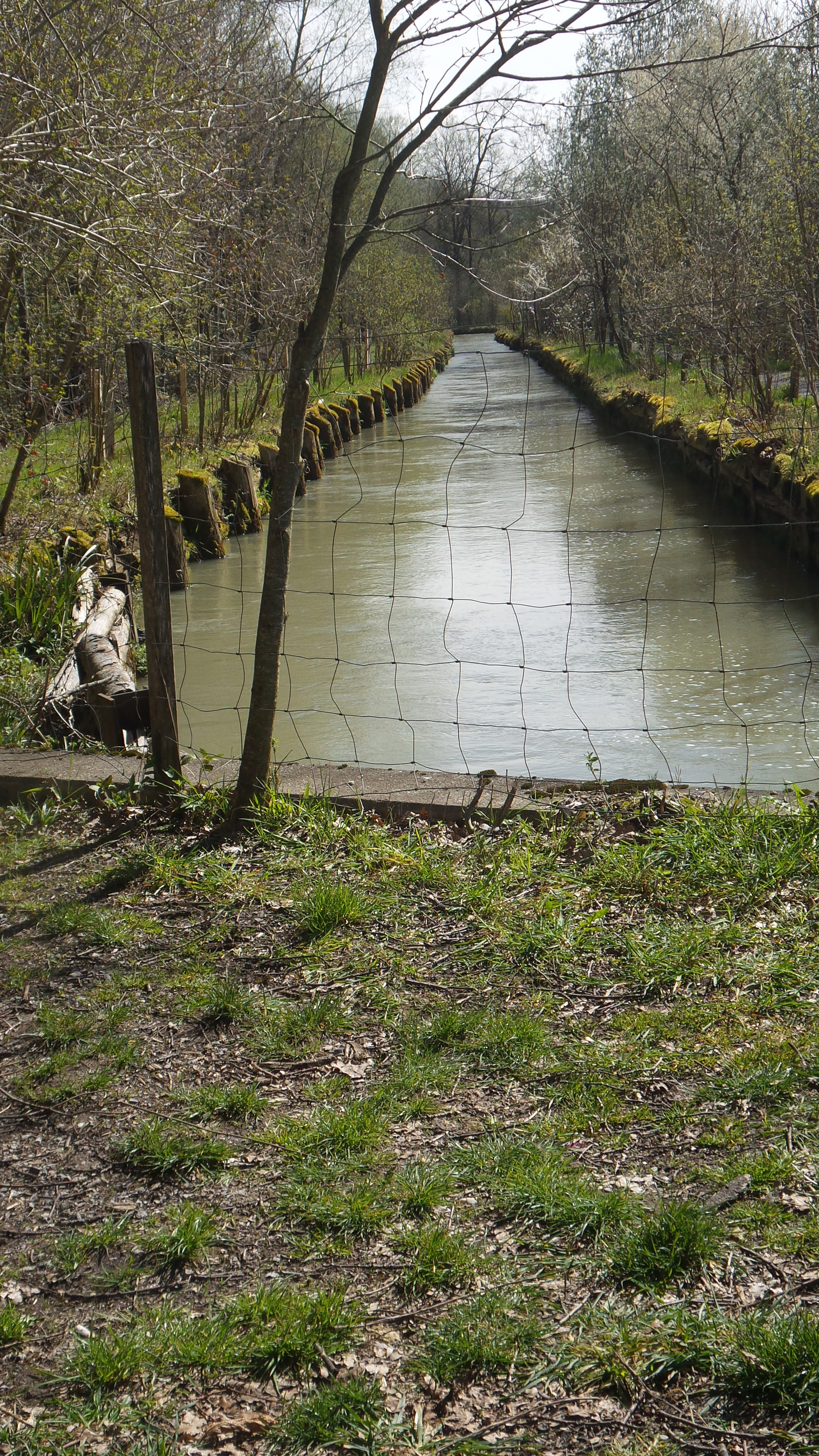
Ende der zweiten, auf einem Damm fliessenden Teilstrecke, Blick gegen die Fliessrichtung
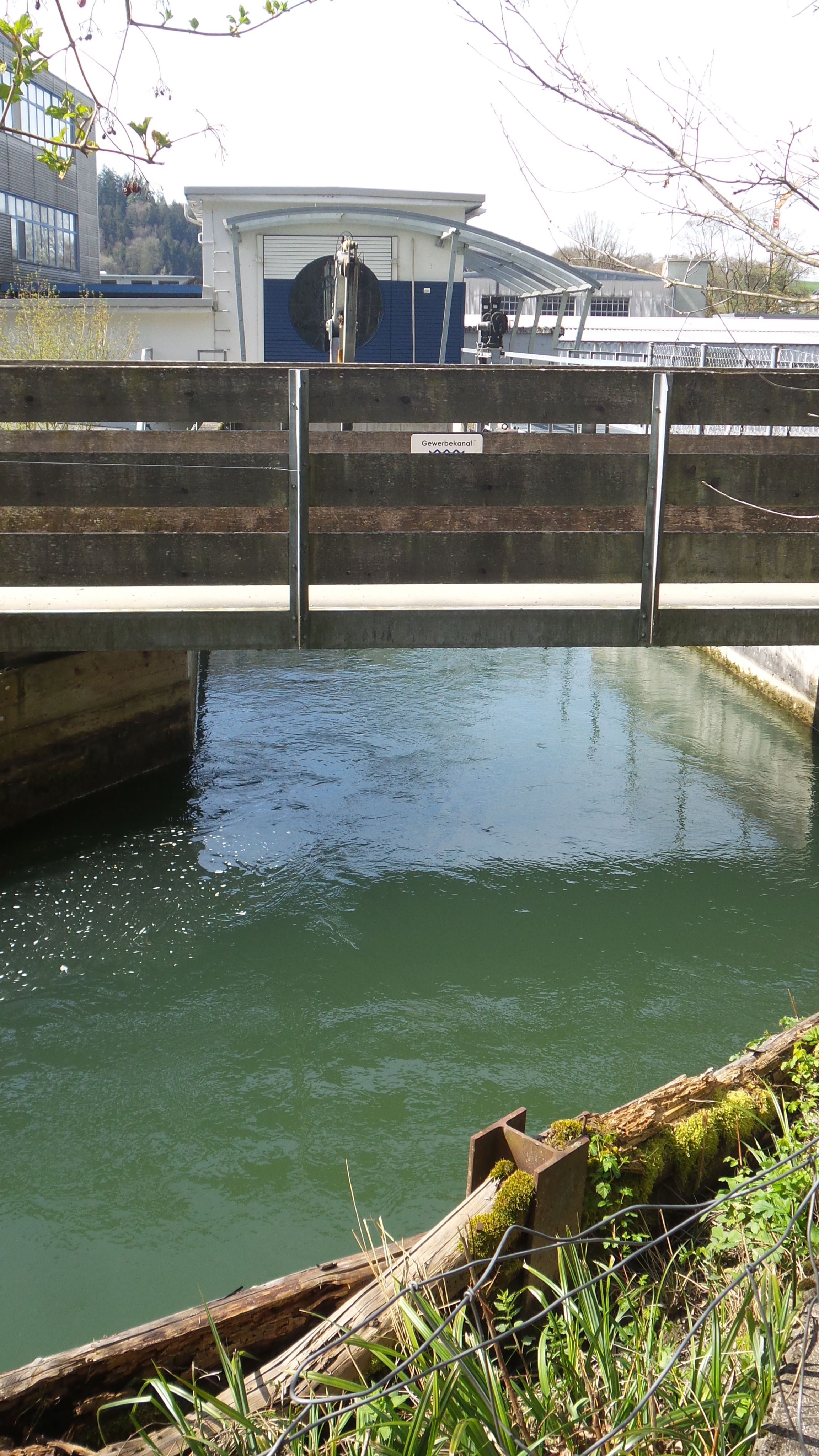
Ende der zweiten Teilstrecke, Knick nach links zum Kraftwerk #1  (Werk Hasleweg)
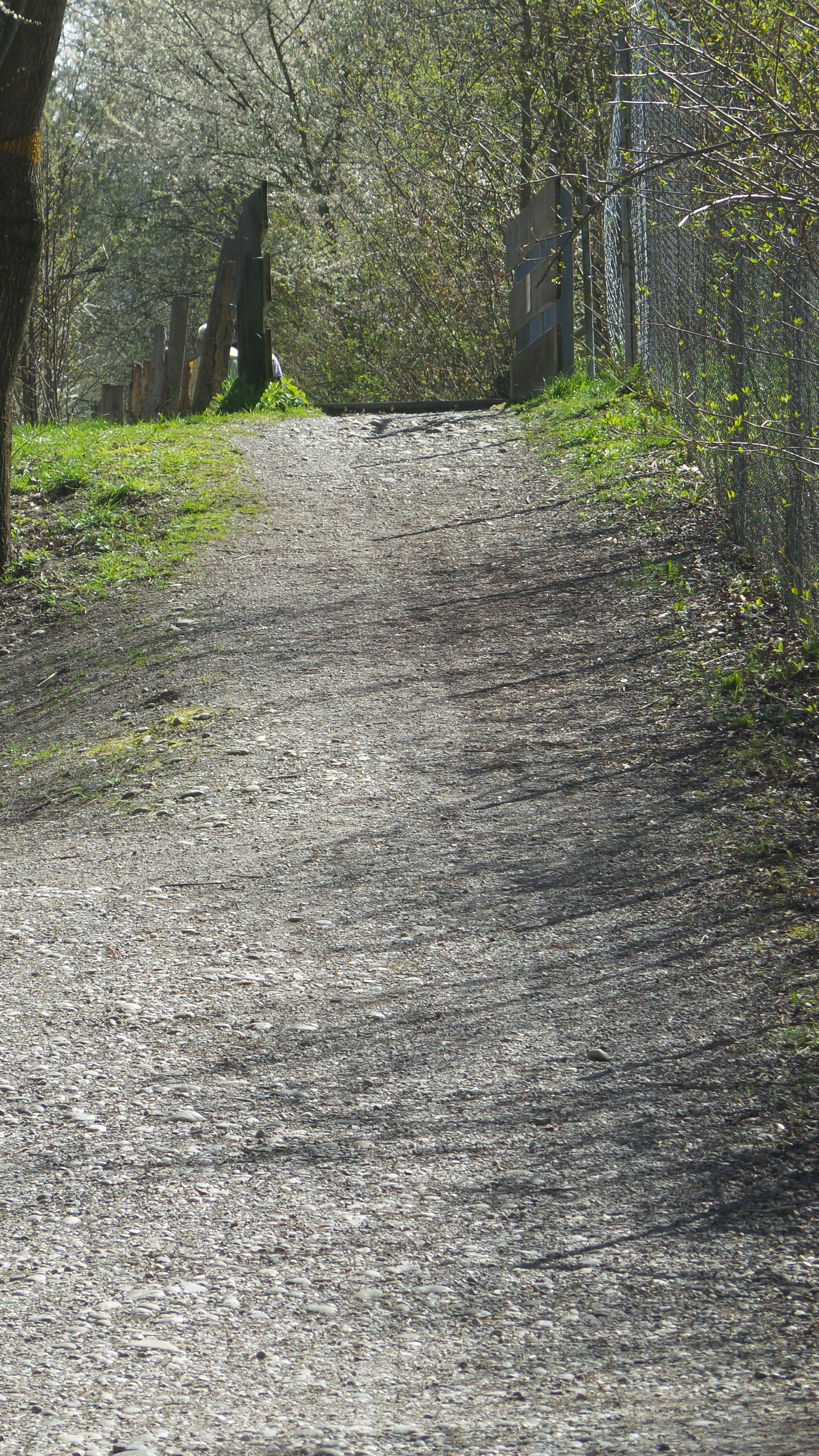
Ende der zweiten Teilstrecke, der Weg über die Brücke vor dem Kraftwerk führt vom Dammende steil herab

### Der Mülibach
Der Mülibach ist zusammen mit dem in ihn übergehenden Gewerbekanal das zentrale, das längste und das wasserreichste Burgdorfer Fliessgewässer. Er betreibt fünf Kleinkraftwerke. Das erste (#2, Werk Heimiswilstrasse) befindet sich wenig unterhalb seines Anfangs am Wasserkreuz. Bei der Wende nach Osten vor dem Burgfelsen nimmt er den von links kommenden Wöschhüslibach auf und passiert rechts den Auslass zur Entlastung Landhaus. Danach fliesst er für etwa 100 m in der Felswand unter der Burg und macht somit einer parallel liegenden Hauptverkehrsstrasse Platz. Nach dem nächsten Kleinkraftwerk (#3, Werk Schaffroth-Areal) gibt der Mülibach rechts Wasser in den Seitenkanal ab. In der alten Unterstadt erreicht er eine ehemalige Getreidemühle, in der sein Wasser im 13. Jahrhundert erstmals genutzt wurde und die heute nur noch ein Kleinkraftwerk (#5, Werk Müligasse) beherbergt. Sein Lauf in der folgenden dicht überbauten neueren Unterstadt ist bis einschliesslich der Unterquerung der Bahngleise oft unterirdisch. Seit der Industrialisierung wurde der Mülibach hier gewerblich intensiv, wird heute aber gar nicht mehr genutzt. Von rechts mündet der meistens kaum wasserführende Farbbach ein, nach links zweigt der zzt. trockenliegende Lyssachbach ab. Jenseits der Bahngleise findet auch keine industrielle Nutzung des Mülibachs mehr statt. Auch das Kraftwerk #4 (Werk Kirchbergstrasse) ist inzwischen stillgelegt. In Betrieb sind Kraftwerk #8 (Werk Tiergarten, unmittelbar nach dem Zufluss des Allmändbaches von rechts) und #9 (Werk Buchmatt, unmittelbar nach der Abzweigung des Lyssachteilbaches nach links). Durch beide Kraftwerke fliesst wieder die gleich hohe Wassermenge. Das in den Seitenkanal abgegebene Wasser kommt durch den Allmändbach wieder zurück. Das Kraftwerk #9 ist ein doppeltes «unter einem Dach»: Buchmatt I (am Mülibach) und Buchmatt II (am Lyssachteilbach). Nach etwa ⁴¼ km von hier aus erreicht der Mülibach sein Ende am unter der Emme durchführenden Düker, der die künstliche Quelle des Grüttbachs ist. Gesamtlänge etwa 4,2 km (bis Stadtgrenze).

Der Mülibach
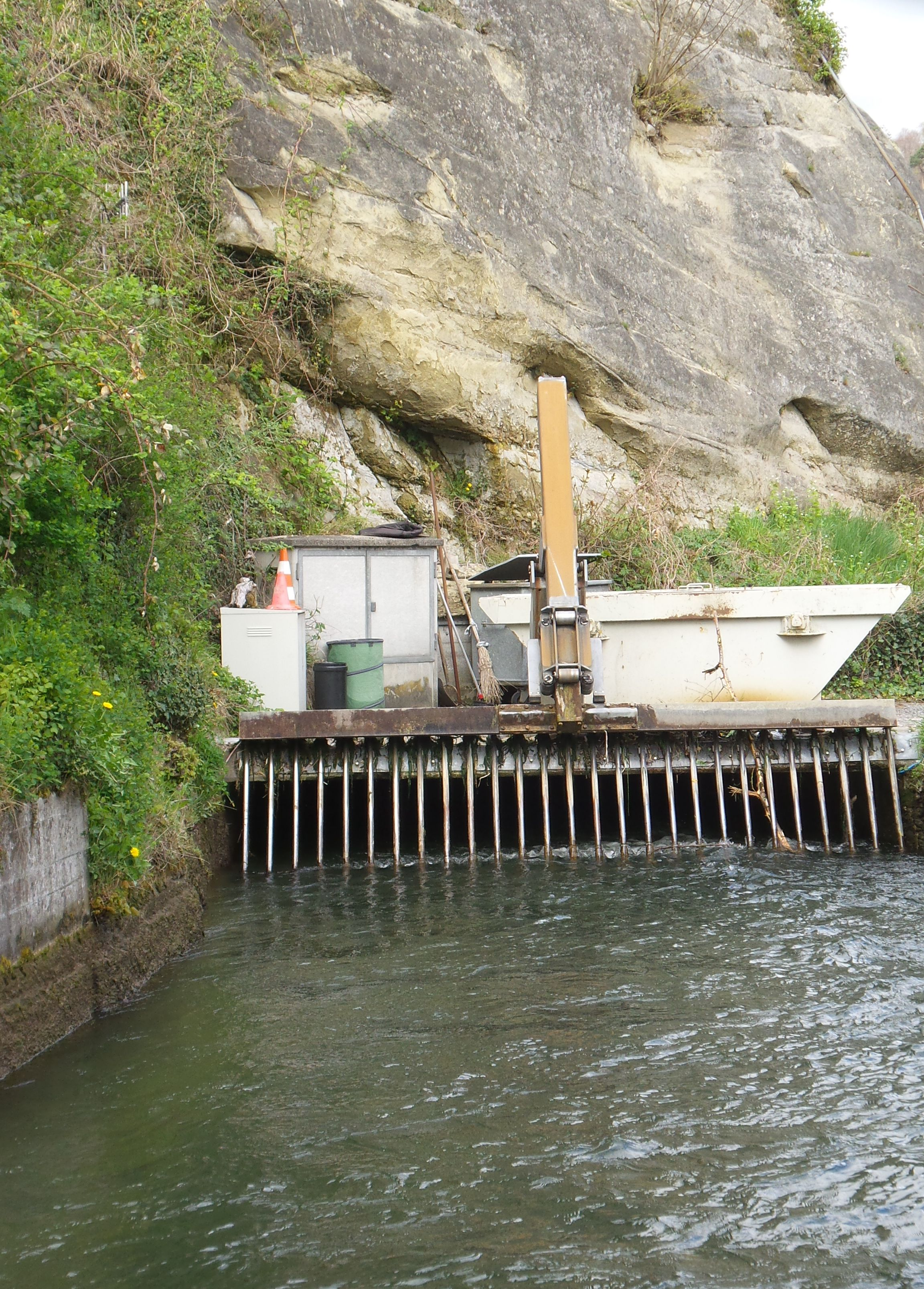
Einlauf in einen etwa 100 m langen Tunnel unter dem Burgberg
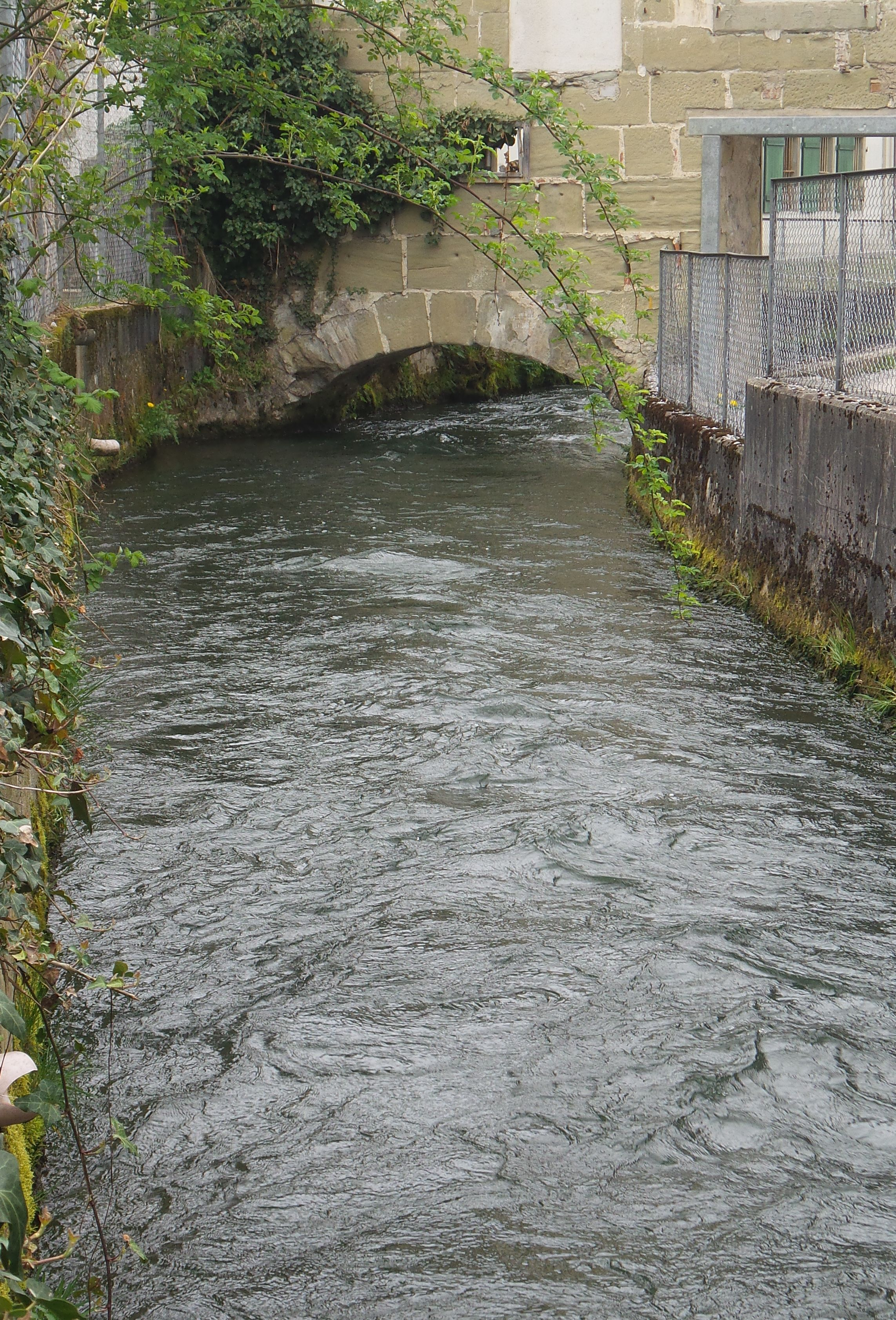
Einlauf in die ältere Unterstadt (hinter der Stadtmauer)
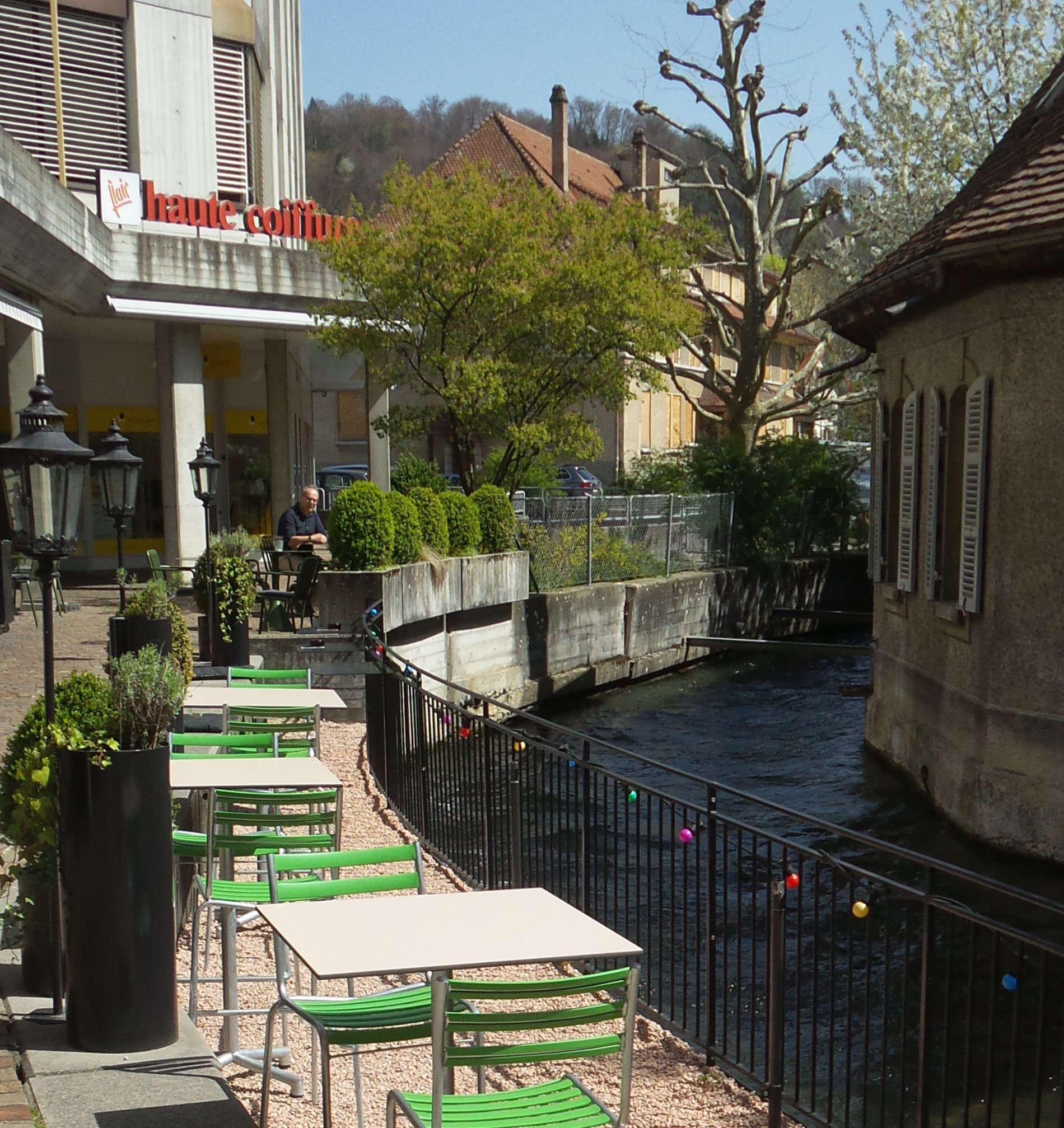
Offene Bachstrecke in der neueren Unterstadt, nach vorne fliessend
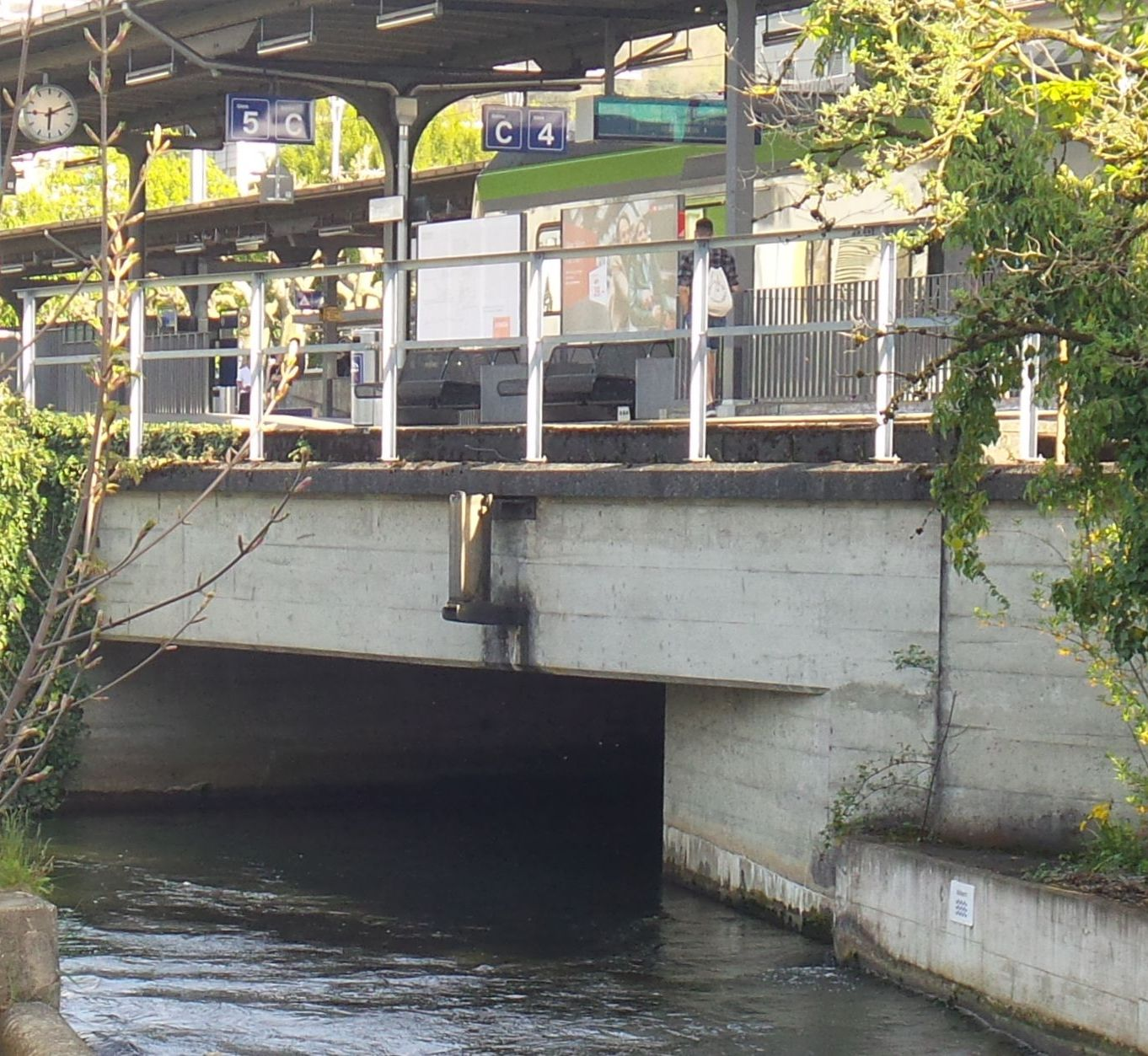
Auslauf aus der Unterführung der Gleise im Bahnhof

### Der Brunnbach
Als ein «Brunnbach» wird im Schweizer Mittelland ein Bach bezeichnet, der aufsteigendes Grundwasser sammelt, das in relativ breiten Ebenen neben den grossen Flüssen reichlich vorhanden ist. Der Anfang des hiesigen Brunnbachs befand sich vermutlich weiter Emme-aufwärts und verschwand durch den Bau des Gewerbekanals. Seiner Natürlichkeit ist er erst kurz vor seinem Zufluss in die Kleine Emme, wo er unter einer Industriehalle durchgeführt ist, beraubt. Gesamtlänge etwa 0,7 km.
- Der Brunnbach

"Der
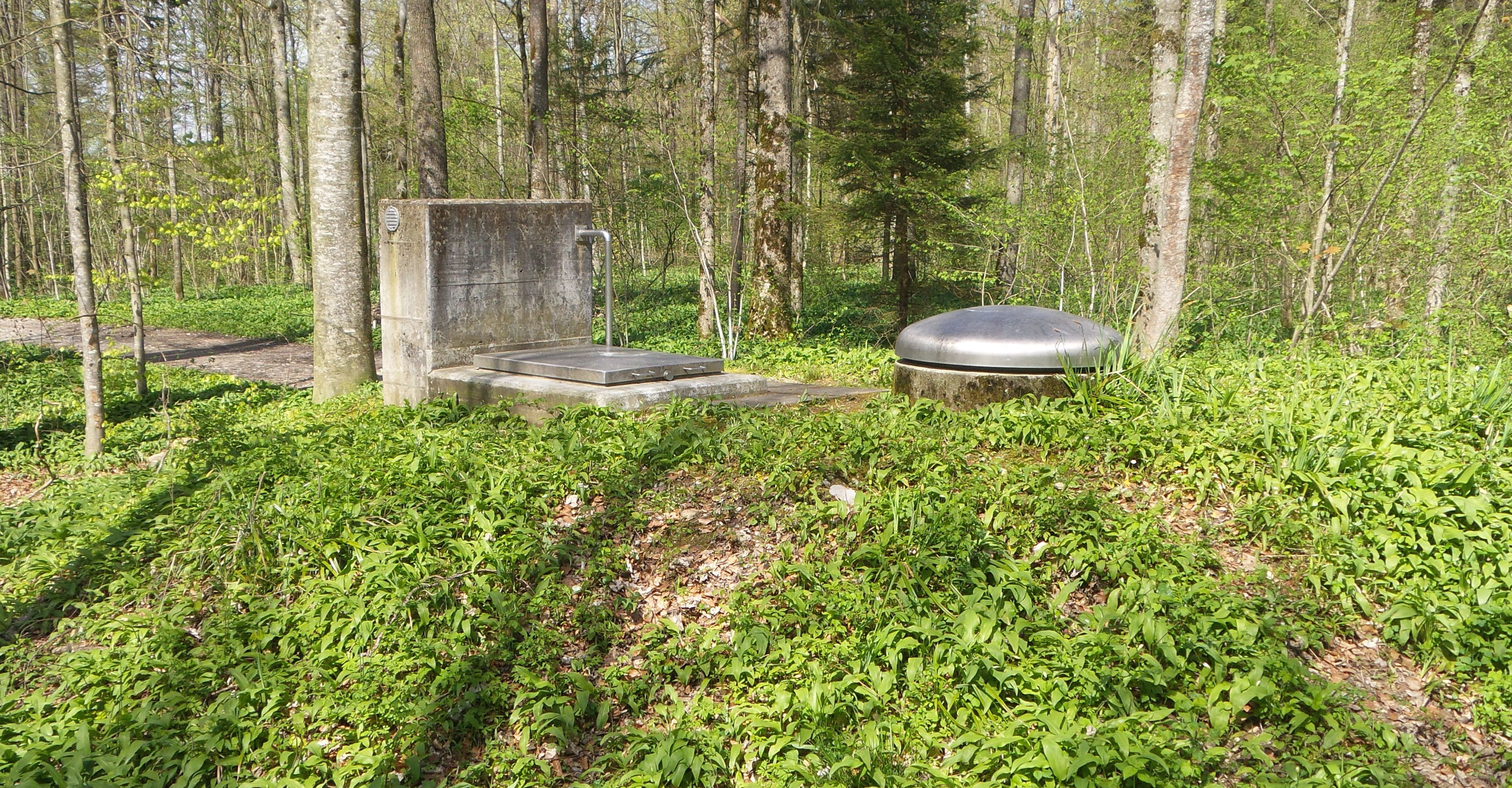
Trinkwasserbrunnen im ehemaligen Quellgebiet
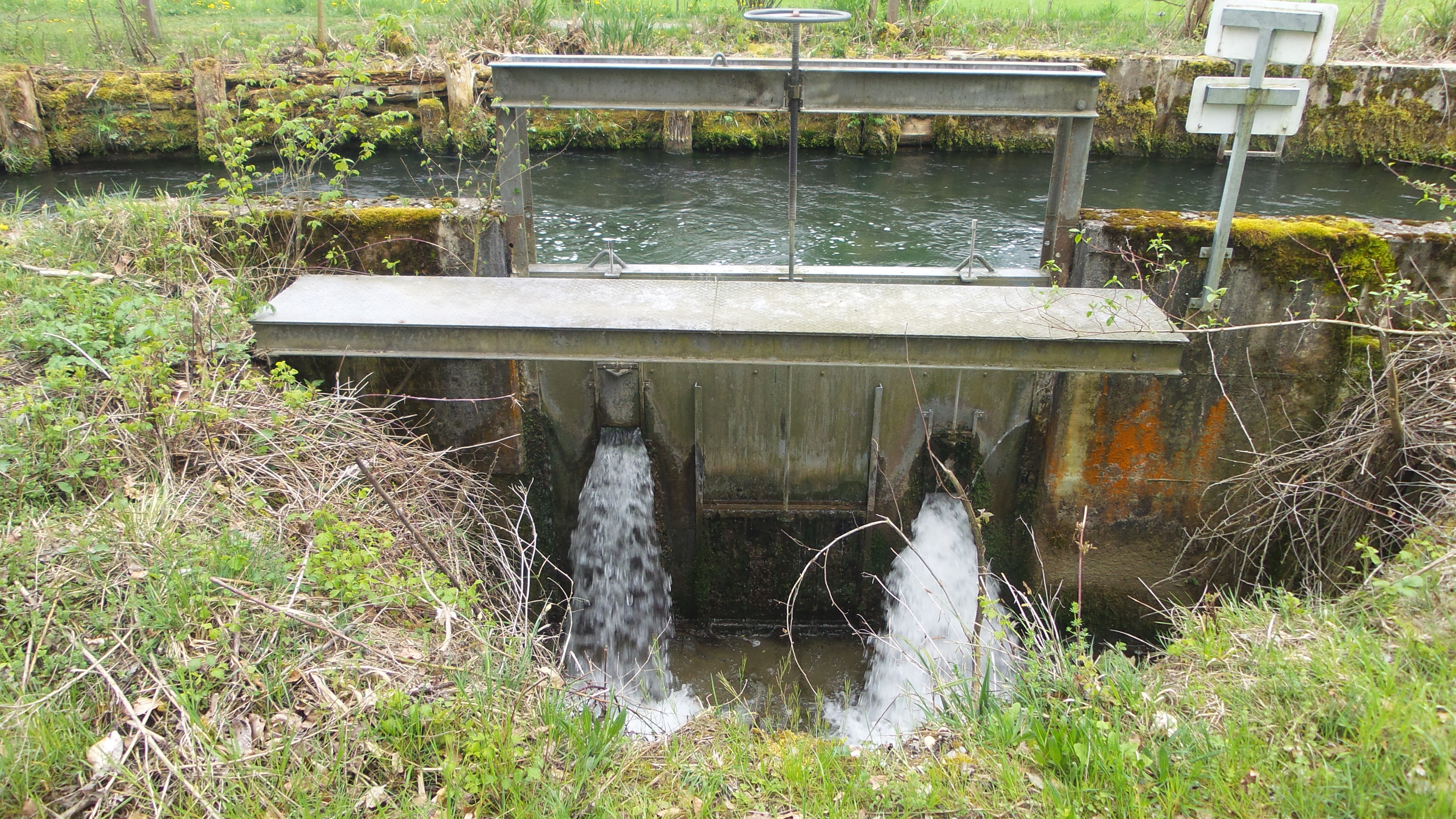
Heutige Speisung aus dem Gewerbekanal
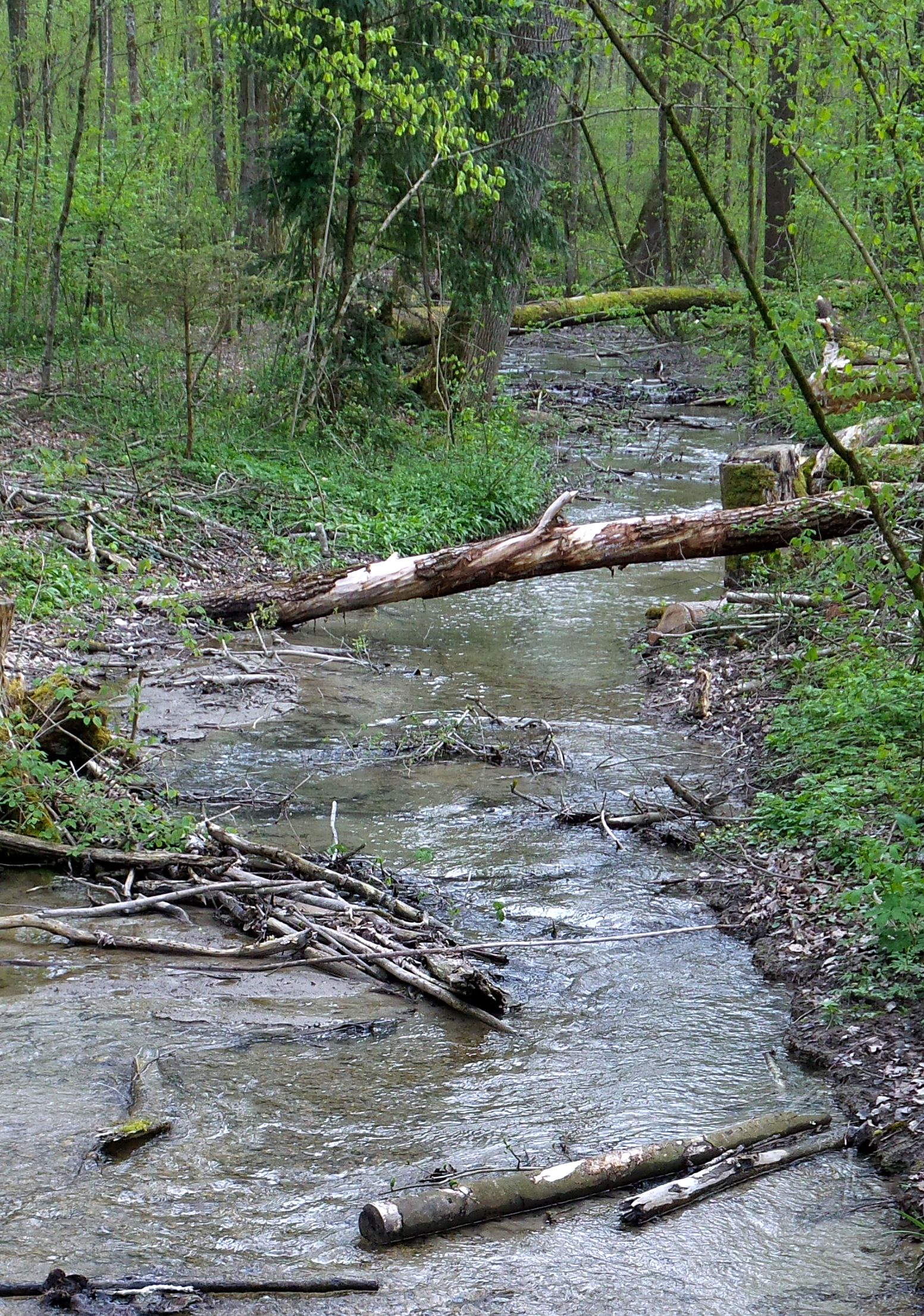
Naturbelassener Brunnbach
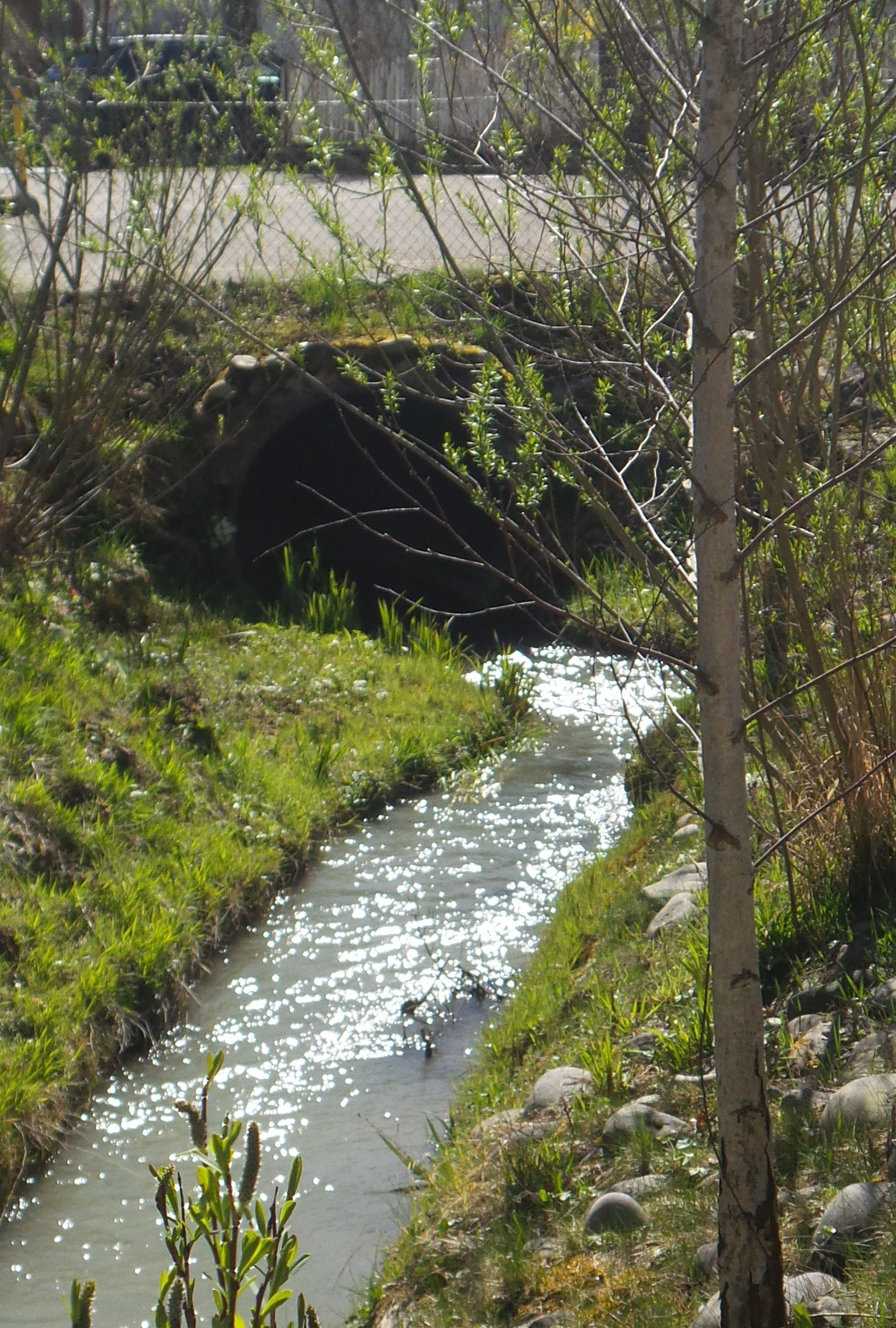
Austritt nach Lauf unter einer Fabrik
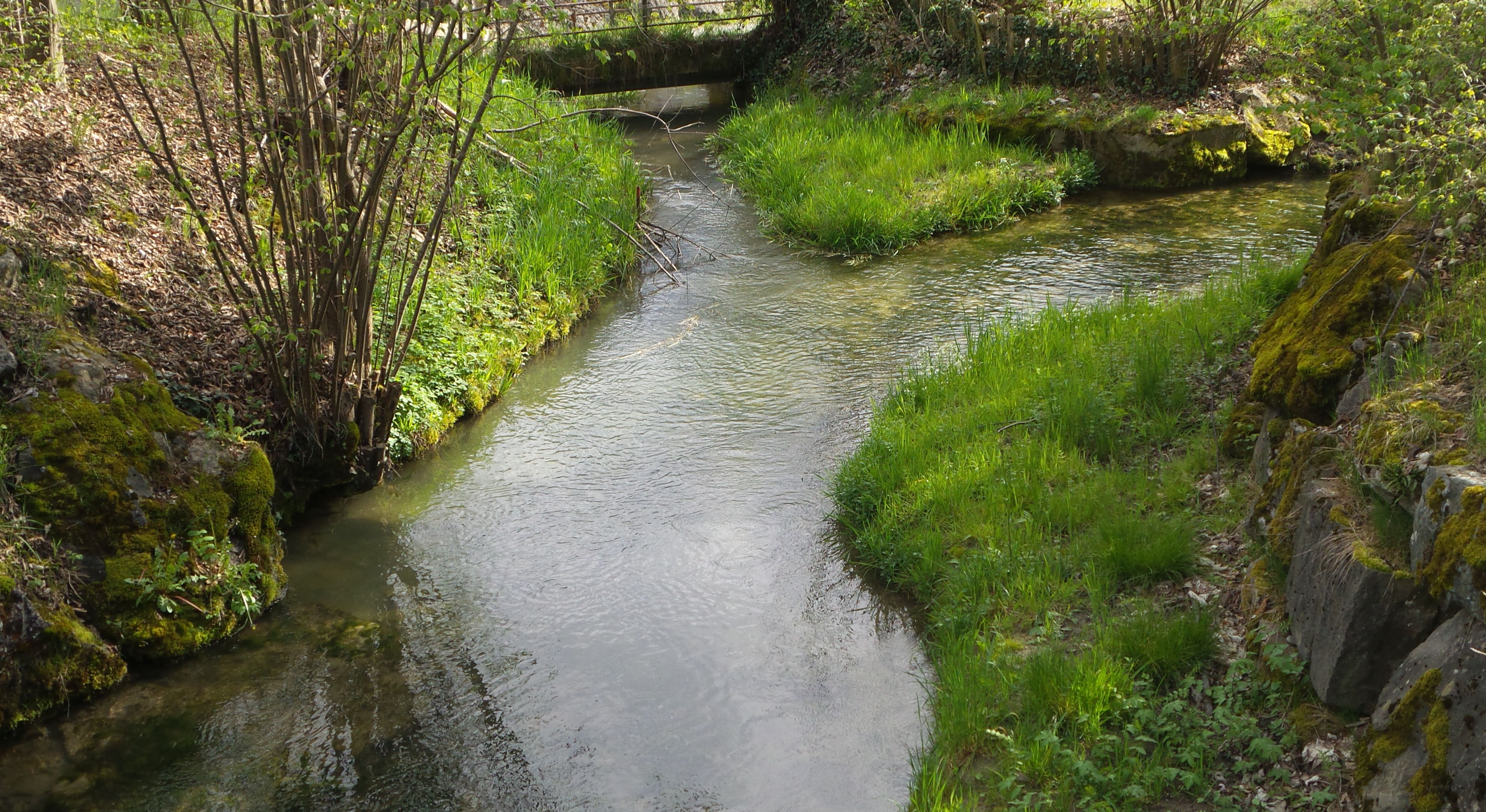
Mündung in die Kleine Emme (von rechts)

### Die Kleine Emme
Darauf, dass die Kleine Emme einmal ein (linker) Nebenarm der (Grossen) Emme war, deutet sein teilweiser Verlauf in einer natürlichen Rinne hin. Diese blieb zur Entlastung bei Emme-Hochwasser erhalten, weshalb die Hauptstrasse nach Osten (nach Wynigen) hier auch über eine längere Brücke führt. Die Kleine Emme ist das der Emme nächste der Burgdorfer Gewässer und auch dasjenige, das zuerst in diese zurückfliesst. Ihr Anfang ist nicht mehr auszumachen. Sie am Wasserkreuz, wo sie nur zur Entlastung dient, beginnen zu lassen, ist ein kaum nachvollziehbarer willkürlicher Akt. Kurz nach dem Wasserkreuz ist sie der Grossen Emme am nächsten. Sie könnte dort begonnen und gleich danach den Brunnbach aufgenommen haben. Dass die Grosse Emme hier rechts von einem steilen Berghang bedrängt ist (erhöhte Fliessgeschwindigkeit), könnte der Grund dafür gewesen sein, einstmals nach dieser Stelle nicht wie heute vollständig im Bogen nach rechts, sondern teilweise auch geradeaus in einem Nebenarm – der Kleinen Emme –  weiter zu fliessen.

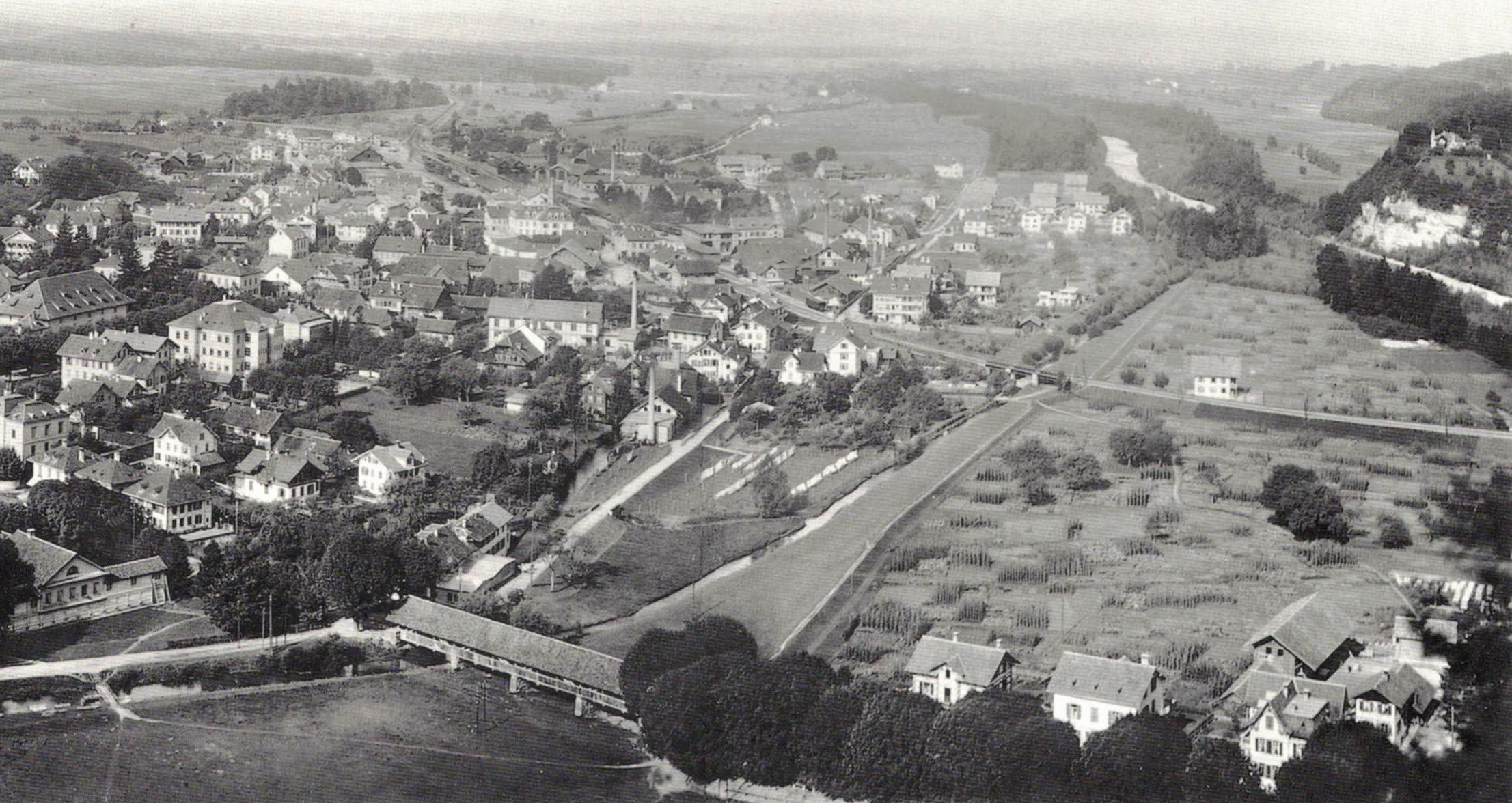
Die Kleine Emme (untere Teilstrecke) am linken Rand einer heute kaum noch erkennbaren Flutrinne, oben rechts die (Grosse) Emme, Foto von 1899

Östlich des Burgberges mündet ein unterirdischer Entlastungskanal (Entlastung Landhaus, meistens wasserlos) aus dem Mülibach in die Kleine Emme. Danach floss sie unter einem Hallenbad und mehreren Schulhäusern hindurch. Heute wird dort ihr Wasser zum Teil in einen künstlich angelegten, aber natürlich nachgebildeten Bach umgeleitet. Danach wird ihr eine erhebliche Menge Wasser durch den Seitenkanal aus dem Mülibach zugeführt, das dem bei der Hauptverkehrsstrasse nach Osten abzweigenden Polierebach (nach links) ermöglicht, sofort ein Kraftwerk (#4, Werk Wynigenstrasse) zu betreiben. Damit dieses ausreichend Wassergefälle hat, ist das Bett der Kleinen Emme ab der Einmündung des Seitenkanals stetig «angehoben». Sie fliesst knapp unter der Fahrbahn der dortigen Strassenbrücke (innere Wynigenbrücke) hindurch (in nebenstehendem Foto noch nicht «angehoben»; der Polierebach existiert schon, aber noch nicht das Kraftwerk #4). Im folgenden Wohnquartier wird ihr ehemals natürlicher Lauf – so gut es geht – heute fortlaufend wieder hergestellt. Gesamtlänge etwa 2,0 km.

Die Kleine Emme
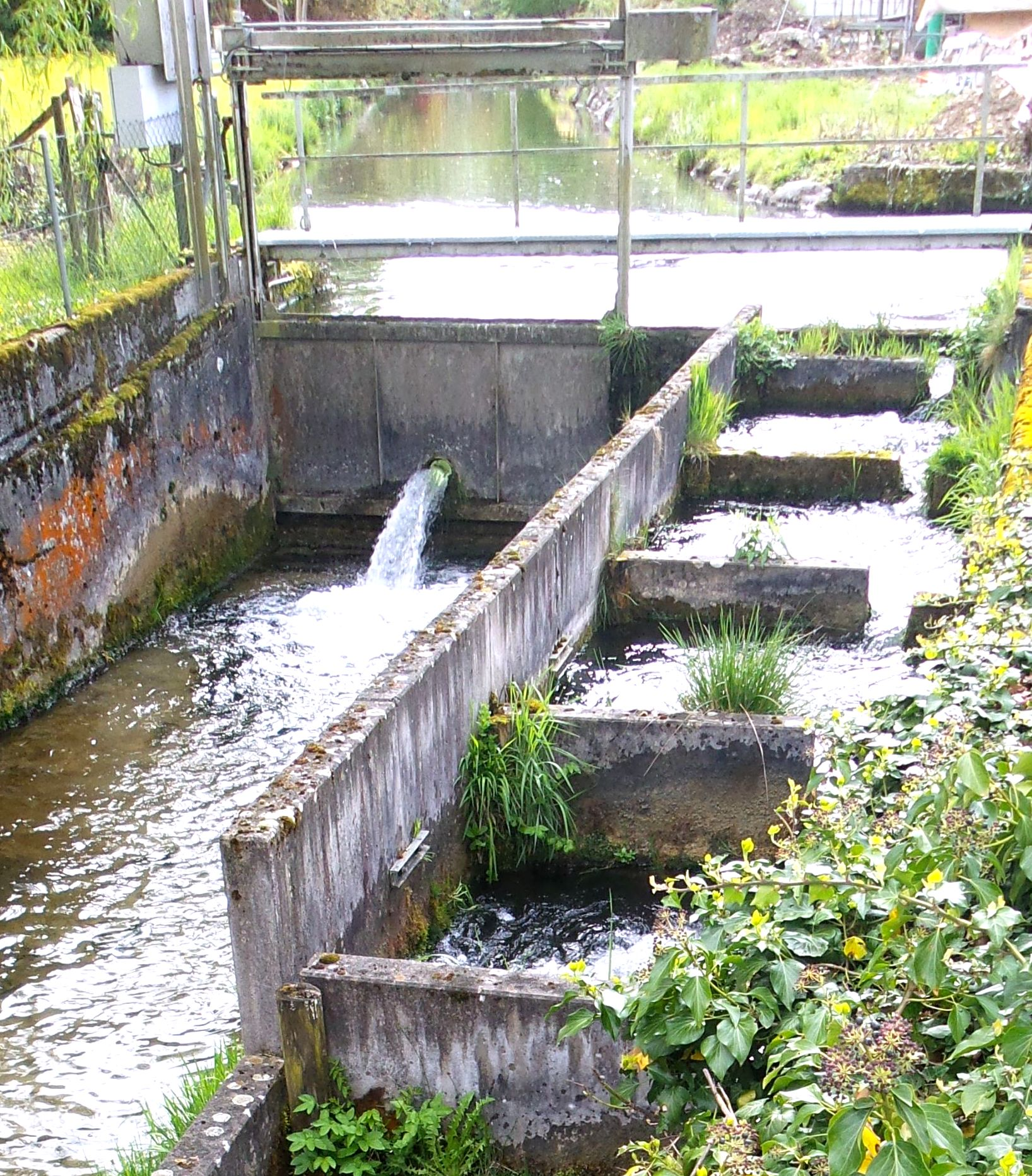
Anfang der Kleinen Emme am Wasserkreuz
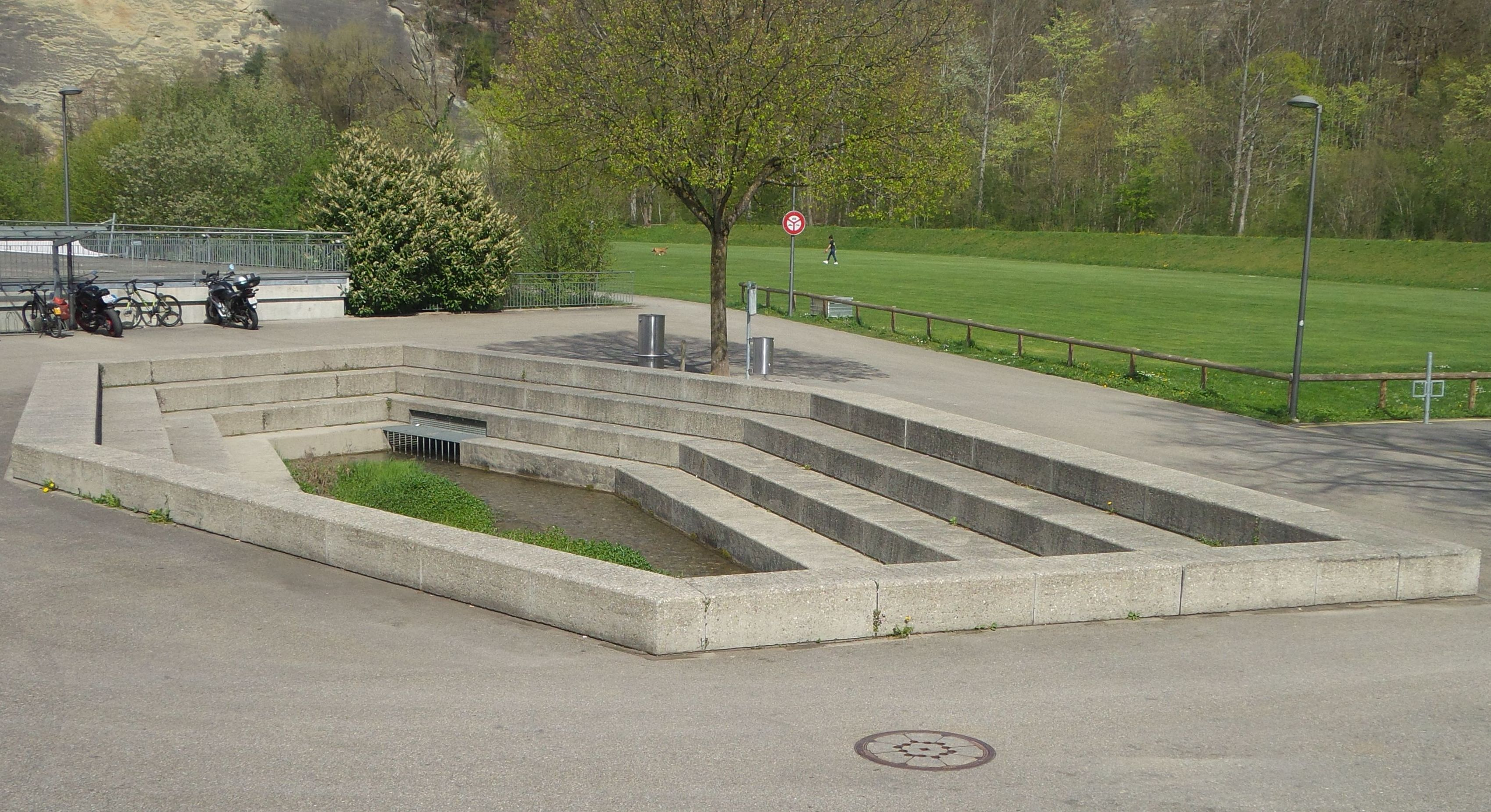
Kleines Amphitheater, aus dem der natürlich gestaltete Arm gespiesen wird
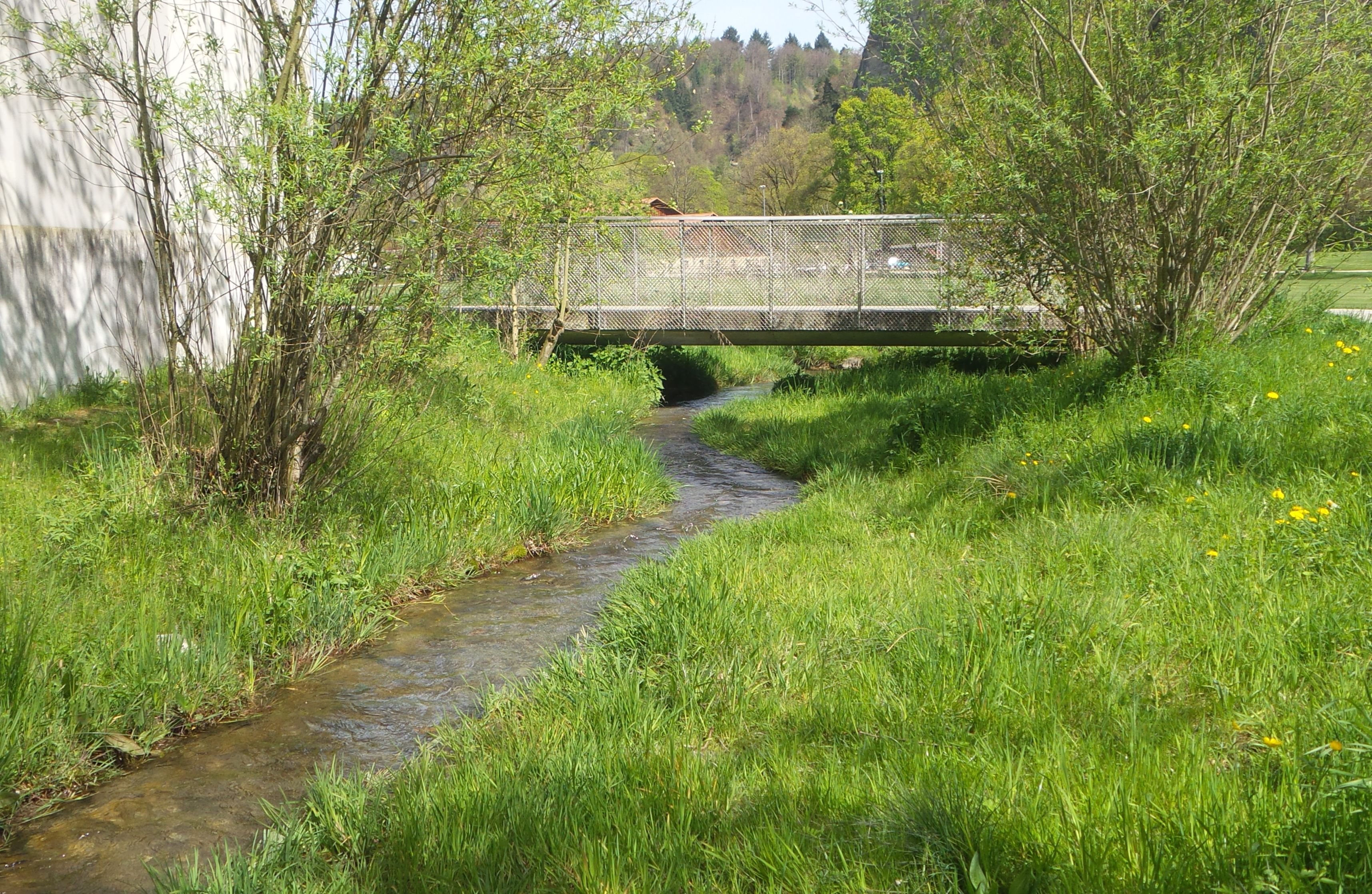
Der als natürlicher Bach gestaltete Arm (der andere Arm ist unterirdisch)
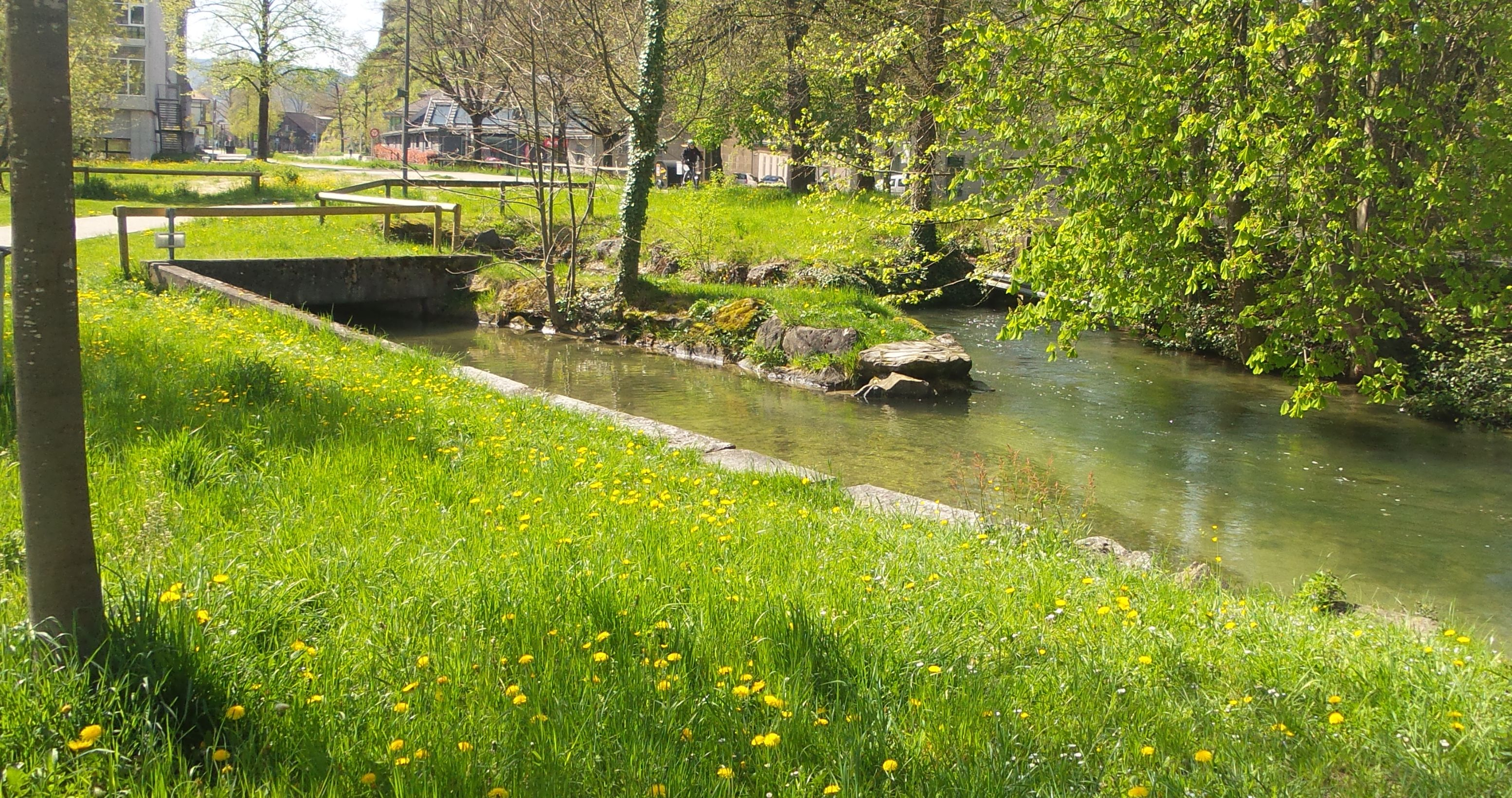
Speisung aus Seitenkanal (von rechts, in die beiden von links kommenden Arme)
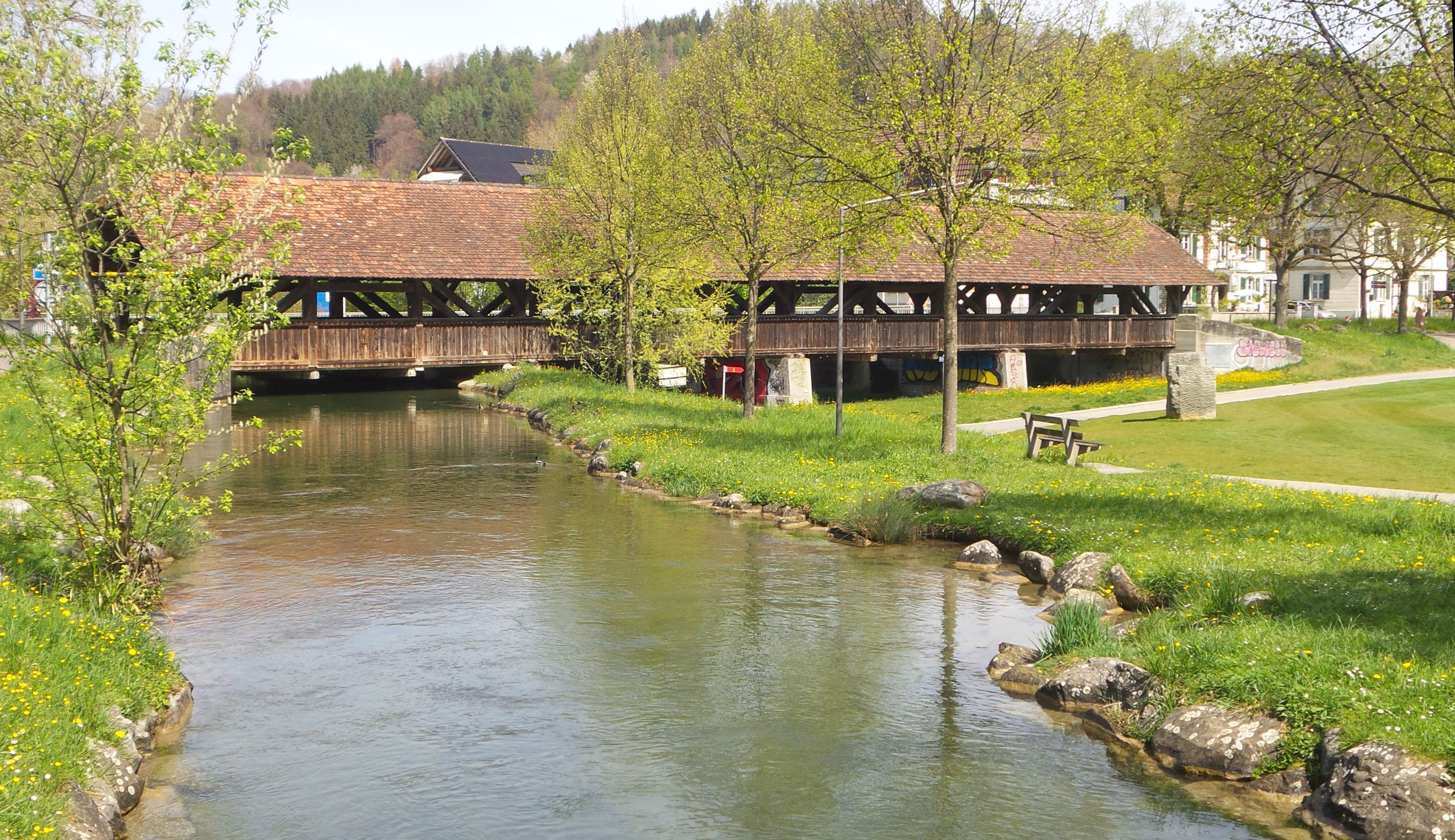
Die für ein Kraftwerk aus ihrer Flutrinne (rechts)  «angehobene» Kleine Emme
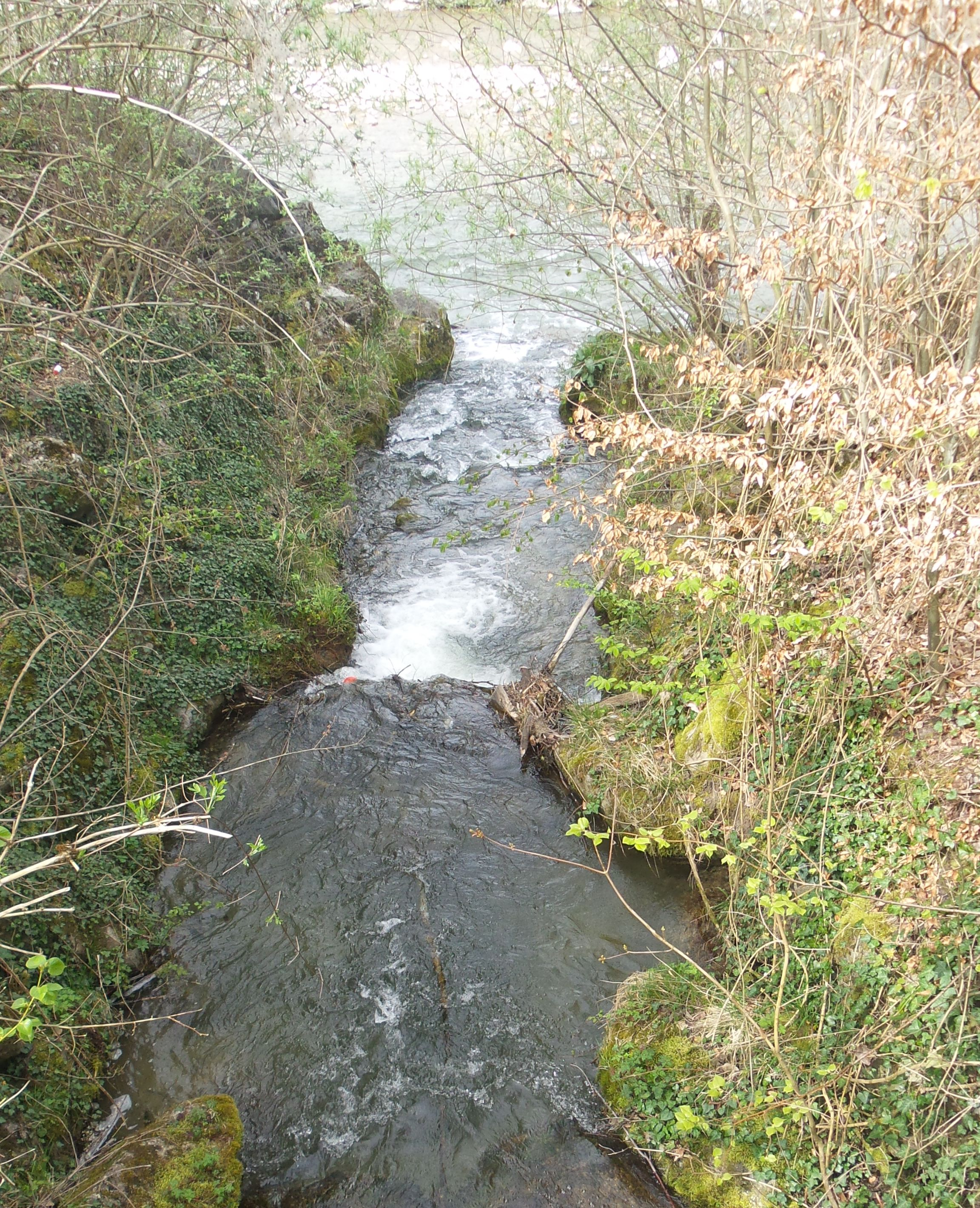
Mündung der Kleinen Emme in die (Grosse) Emme

### Der Seitenkanal
Durch die zusätzlichen Entnahme von Wasser aus der Emme in den Gewerbekanal und den anschliessenden Mülibach wurde der Betrieb eines grösseren Textilbetriebes (später Werk Schaffroth und Kleinkraftwerk #3) möglich. Danach musste ein Teil aus dem Mülibach wieder abgeleitet werden, weil sich die erhöhte Wassermenge nicht durch die alte Unterstadt führen liess. Der dafür zur gleichen Zeit errichtete Seitenkanal endet in der sonst nur aus dem Brunnbach relativ schwach gespiesenen Kleinen Emme.  Der Seitenkanal ist nur etwa 150 m lang.

### Der Polierebach
Der Polierebach betreibt am Anfang und am Ende je ein Kleinkraftwerk: #4 (Werk Wynigenstrasse) und #6 (Werk Polieregasse). Noch vor #4 zweigt der Farbbach nach links ab, und nach #4 beginnt der Allmändbach, der am Anfang eine lange Strecke unterirdisch fliesst und dabei auch zur anderen Seite der Bahngleise gelangt. Gesamtlänge etwa 0,5 km.

Seitenkanal und Polierebach
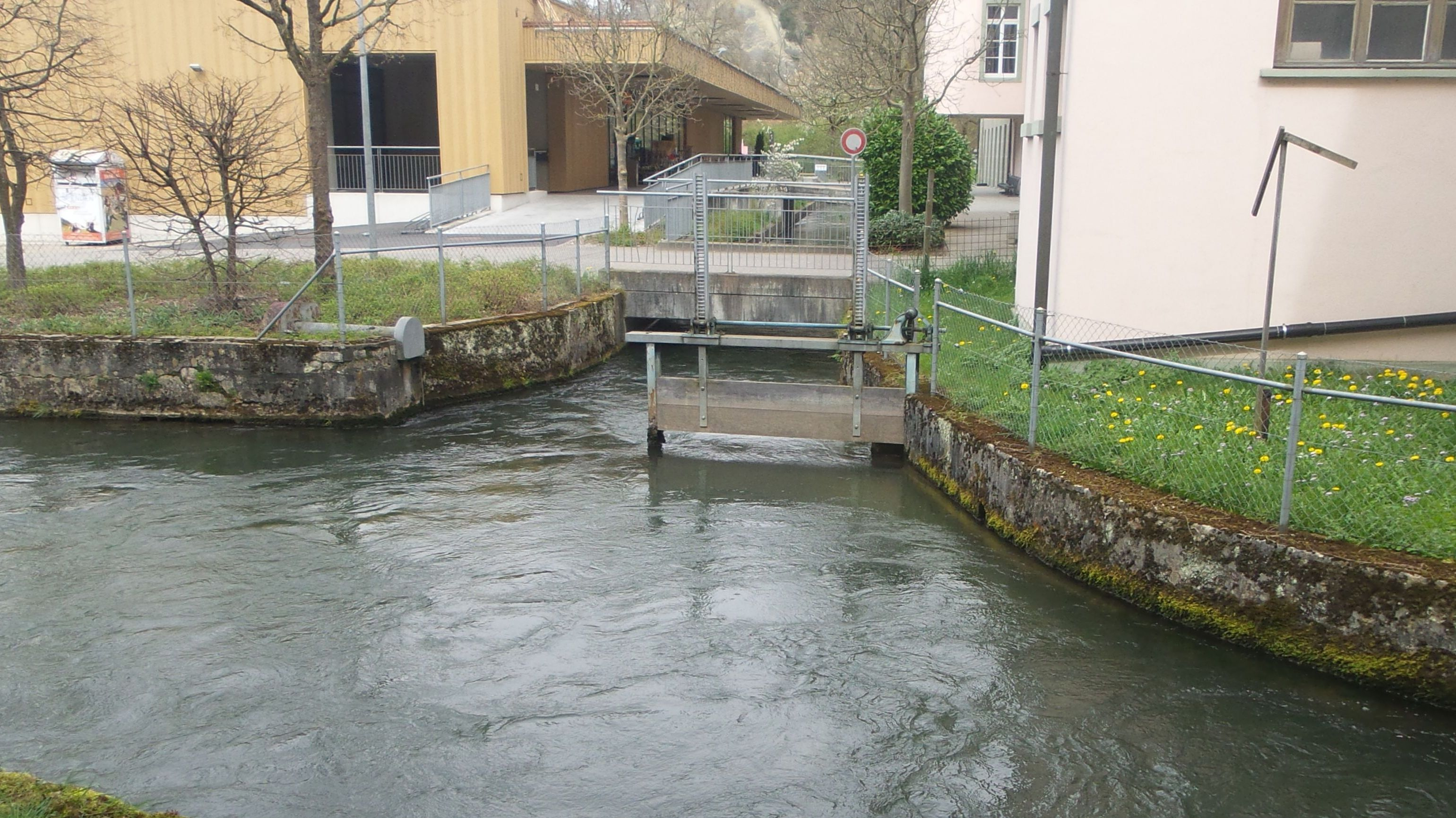
Abzweigung des Seitenkanals aus dem nach links fliessenden Mülibach
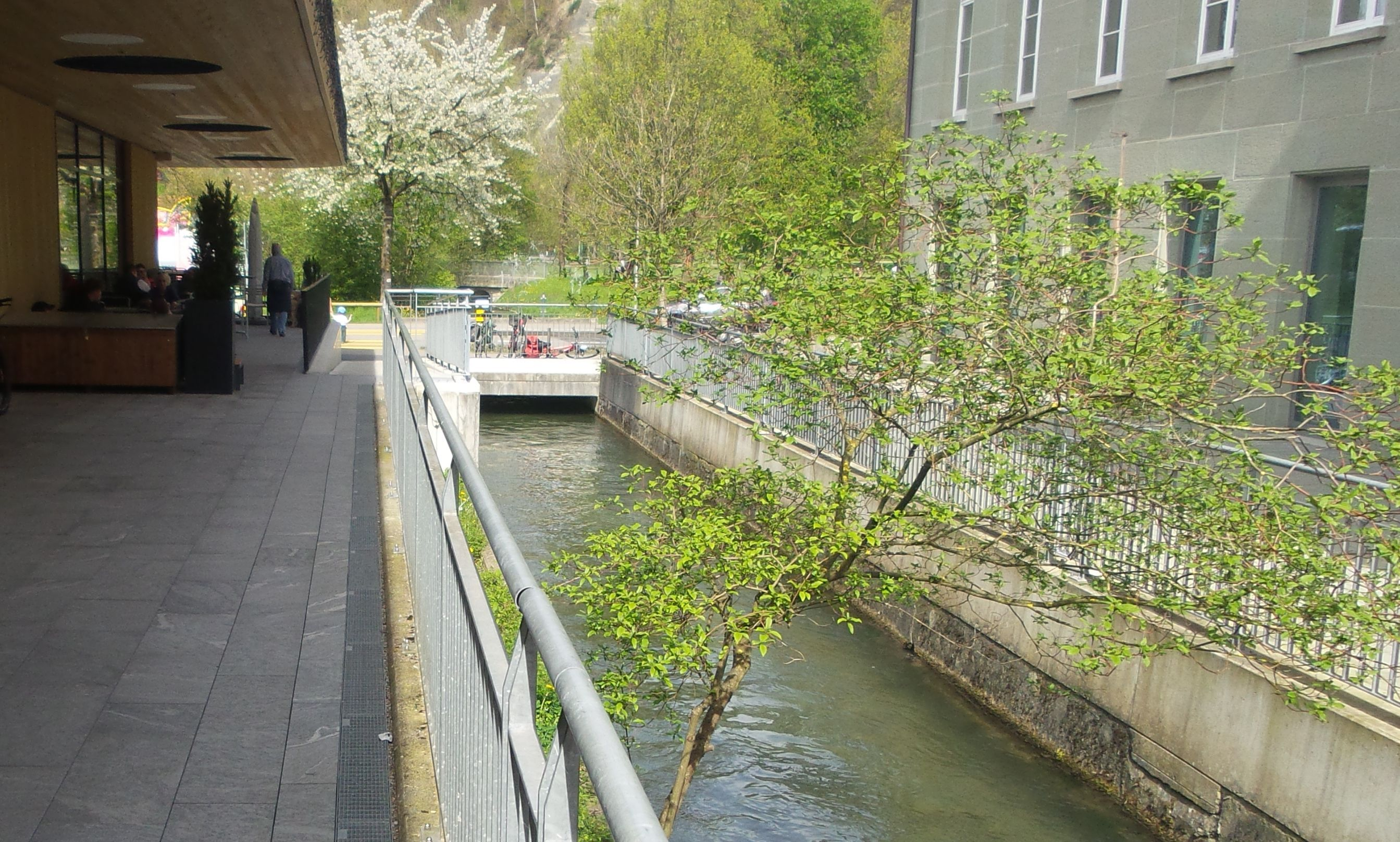
Der Seitenkanal fliesst zw. einem Supermarkt (links) und einer alten Fabrik  nach hinten.
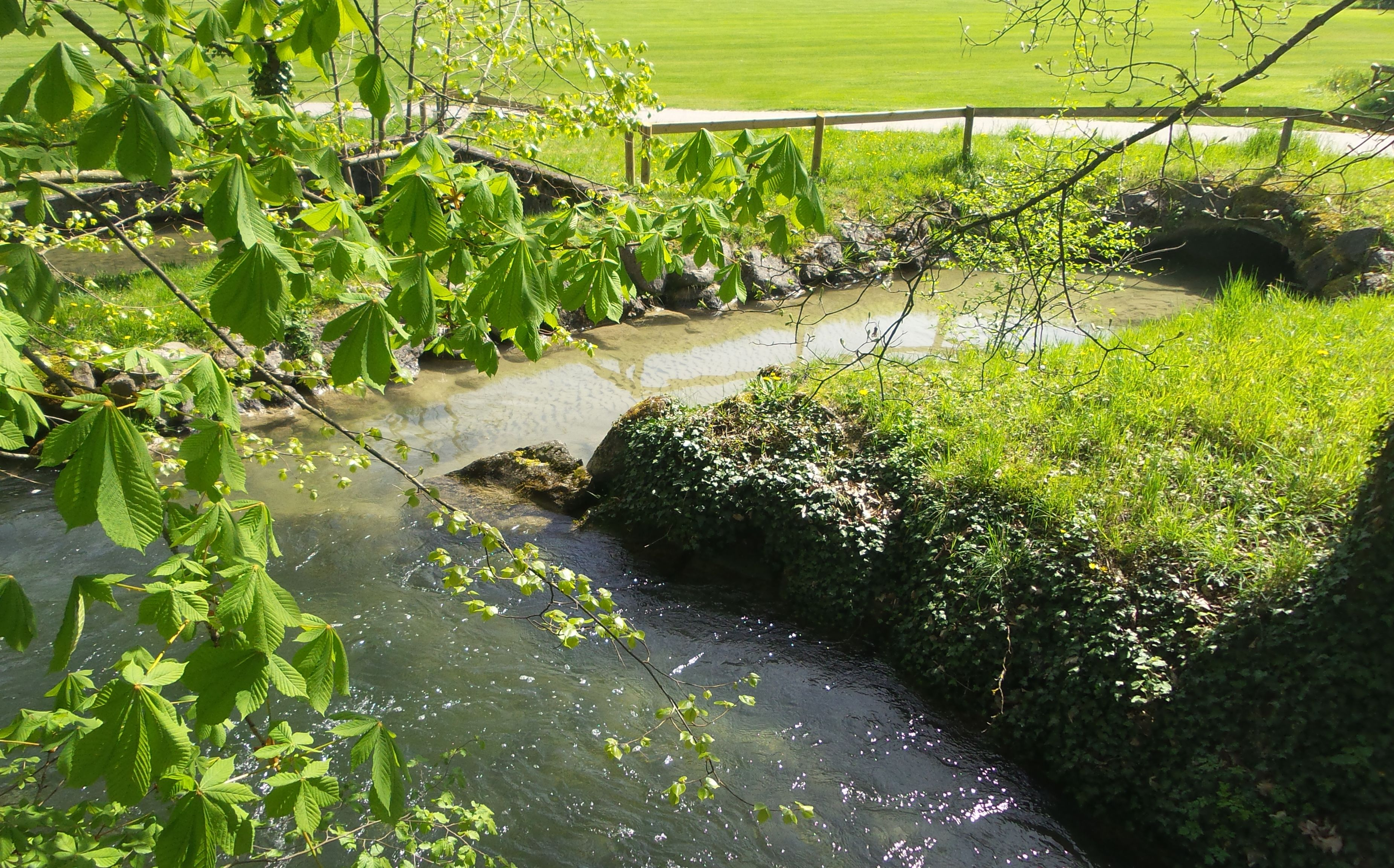
Einmündung des Seitenkanals in die nach links fliessende Kleine Emme (offener Zweig)
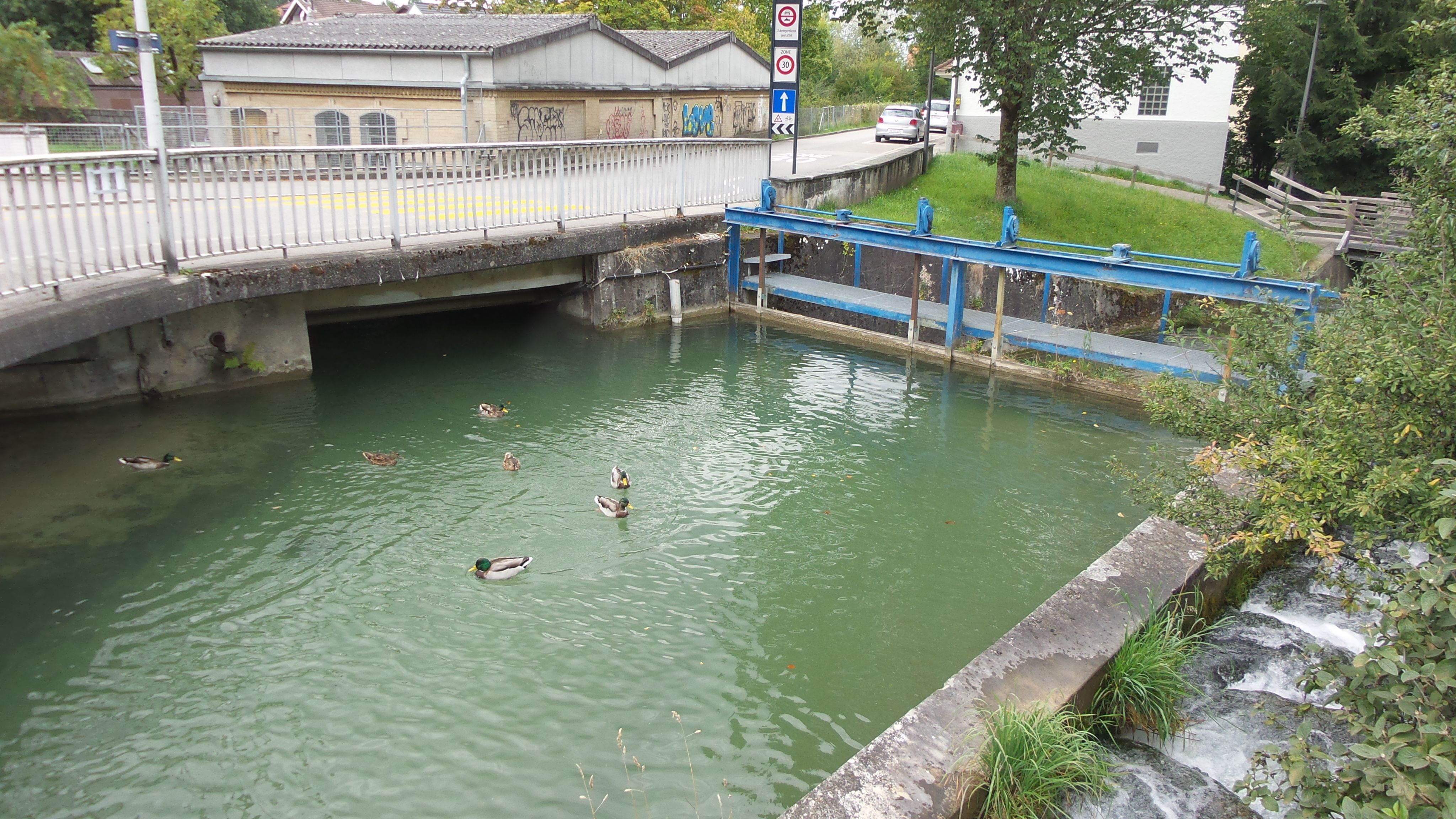
Abzweigung des Polierebachs (nach hinten) aus der Kleinen Emme (von links)
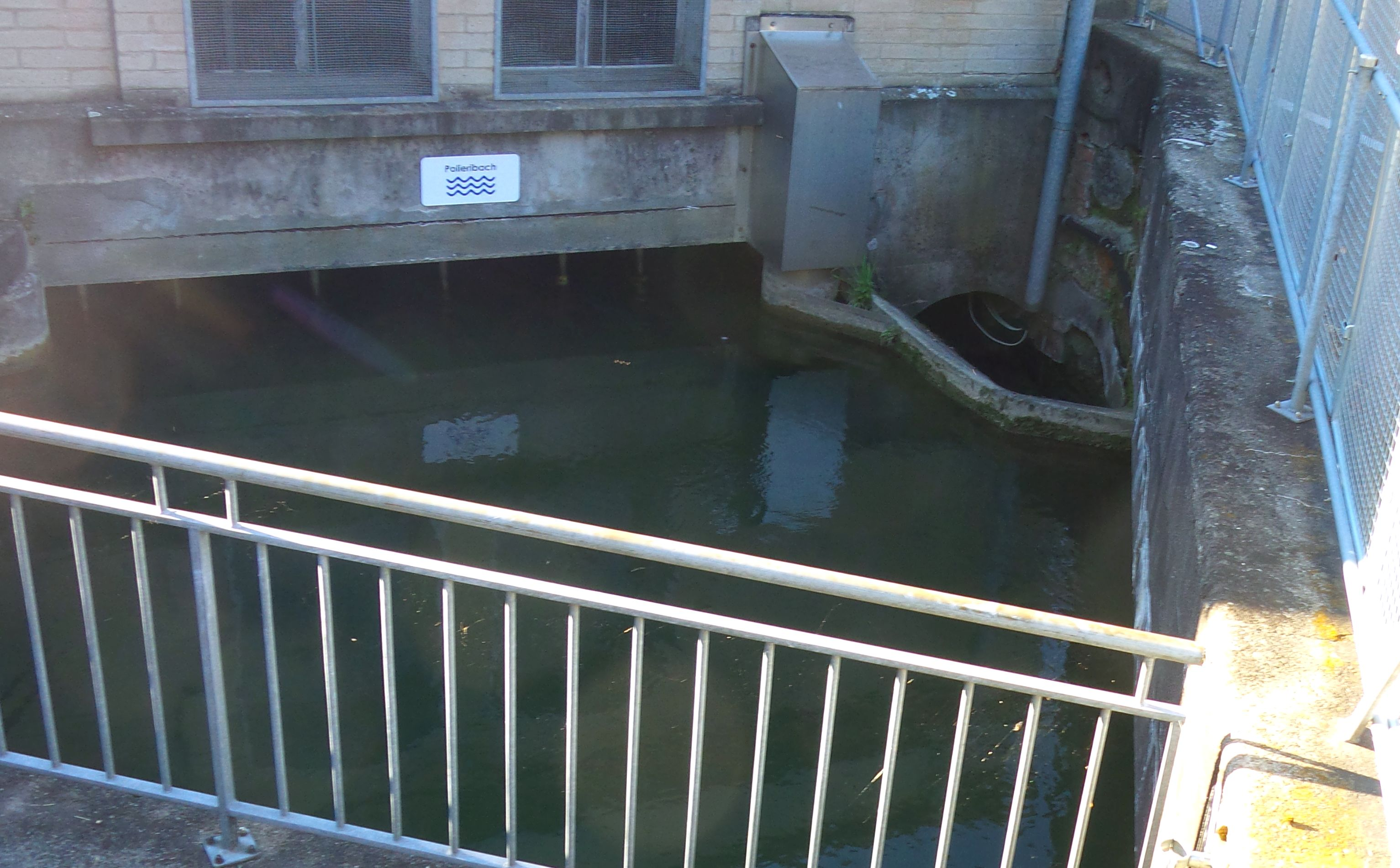
Der Polierebach speist am Anfang sofort ein Kraftwerk (#4)
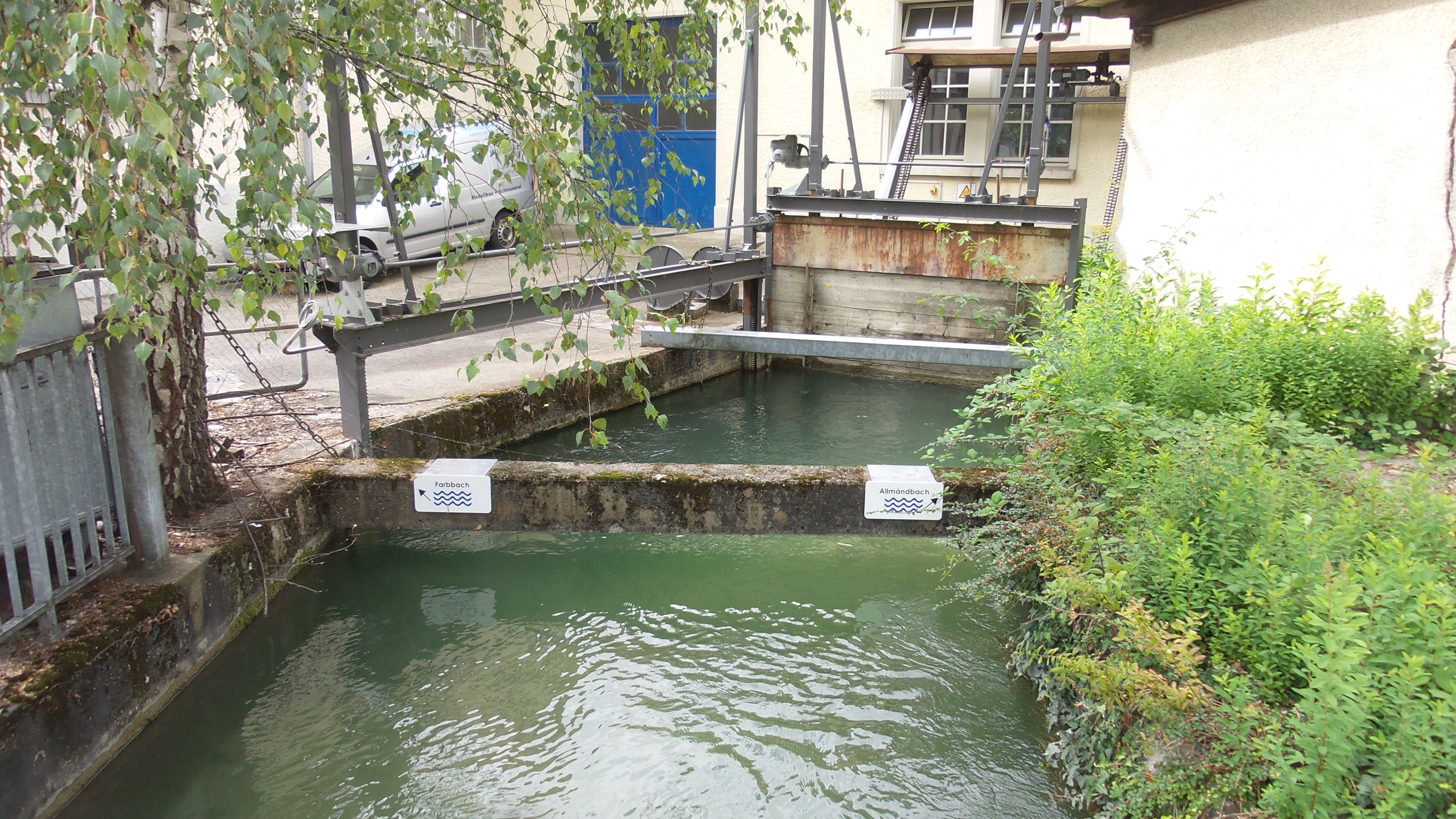
Teilung des Polierebachs in Farbbach (vor) und Allmändbach (nach Kraftwerk #6)

### Der Farbbach
Der noch kürzere, in der neueren Unterstadt im Mülibach endende Farbbach hat seine Nutzung in einer Färberei verloren und wird mit wenig Wasser «nur noch gespült». Gesamtlänge etwa 0,3 km.

### Der Allmändbach
Der Allmändbach wurde nach Beginn der Industrialisierung angelegt (ehemalige Weberei im heute unterirdischen Anfangsteil). Danach floss er ungenutzt durch die Allmend-Wiesen ausserhalb der Stadt. Gesamtlänge etwa 1,2 km.

### Der Lyssachbach
Der in der neueren Altstadt links vom Mülibach abgezweigte Lyssachbach floss ursprünglich bis nach Lyssach und weiter. Ab Ende des 20. Jahrhunderts verbleibt er in Burgdorf, wo er zum Mülibach zurückkehrt (Zusammenfluss gegenüber dem des Allmändbaches). Er ist meistens unter der Erde und schon längere Zeit ohne Wasser. Seine Füllung ist für die Zeit nach dem Neubau von Wohnhäusern auf einem ehemaligen Fabrikareal (im Knick vor dem Bachende) geplant. Gesamtlänge etwa 0,9 km.

### Der Lyssachteilbach
Dieser Bach beginnt beim Kraftwerk #9 (Werk Buchmatt) durch «Teilen» des Mülibachs in Lyssachteilbach und Mülibach und betreibt sofort das Werk Buchmatt II. Das spätere Kraftwerk #10 (Werk Lyssachteilbach/Buchmatt) ist nicht mehr in Betrieb. Der Lyssachteilbach fliesst durch die Flur (insbesondere durch den Schachen) von Lyssach und immer links nahe der Emme unter verschiedenen Namen noch mehrere Kilometer weiter. Dabei betreibt er zusammen mit anderen Zuflüssen mehrere Kleinkraftwerke und endet südlich von Bätterkinden in einem linken Parallelkanal der Emme. Gesamtlänge etwa 0,9 km (bis Stadtgrenze).

Lyssachbach und Lyssachteilbach
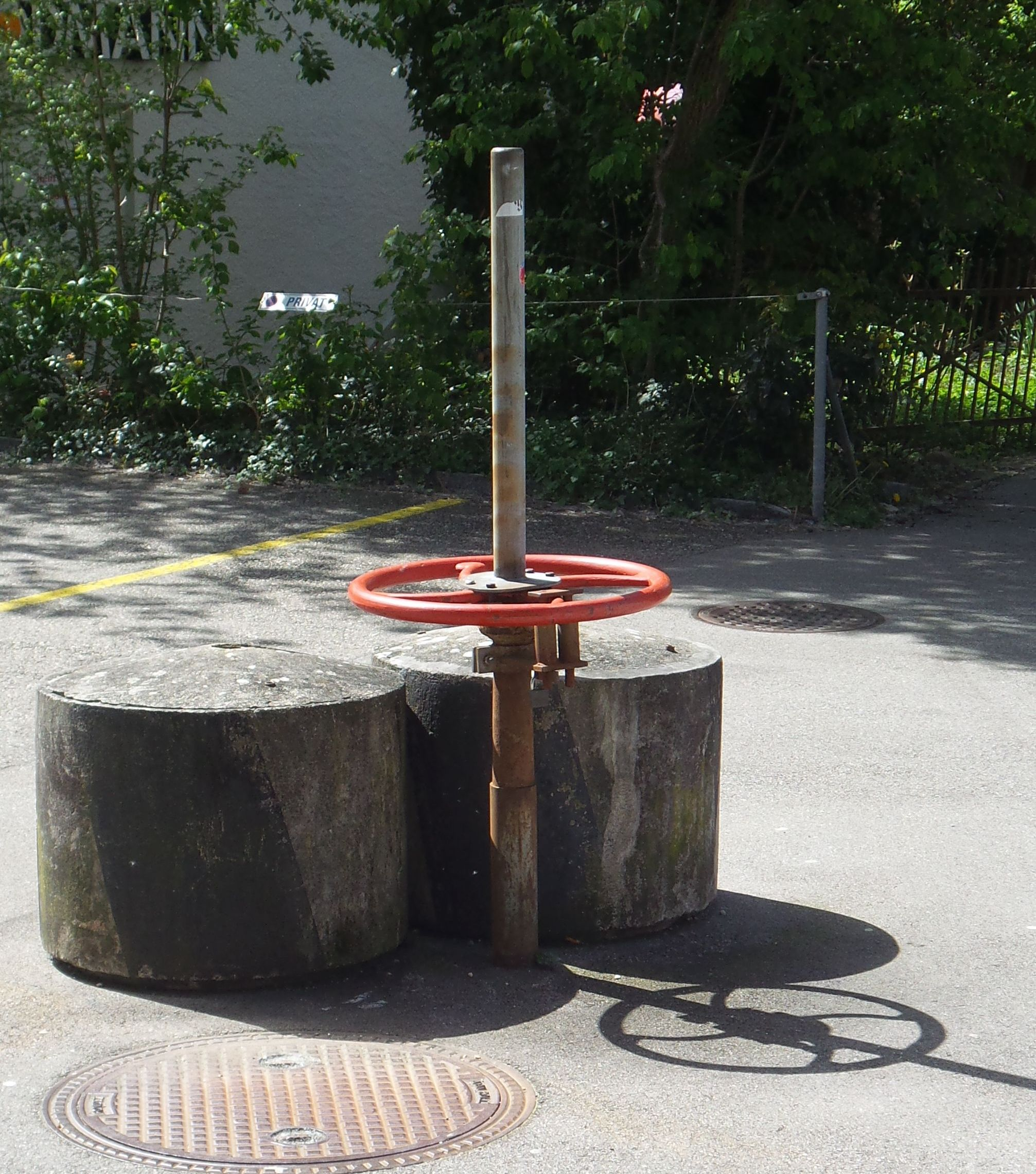
Absperreinrichtung am unterirdischen Anfang des Lyssachbaches
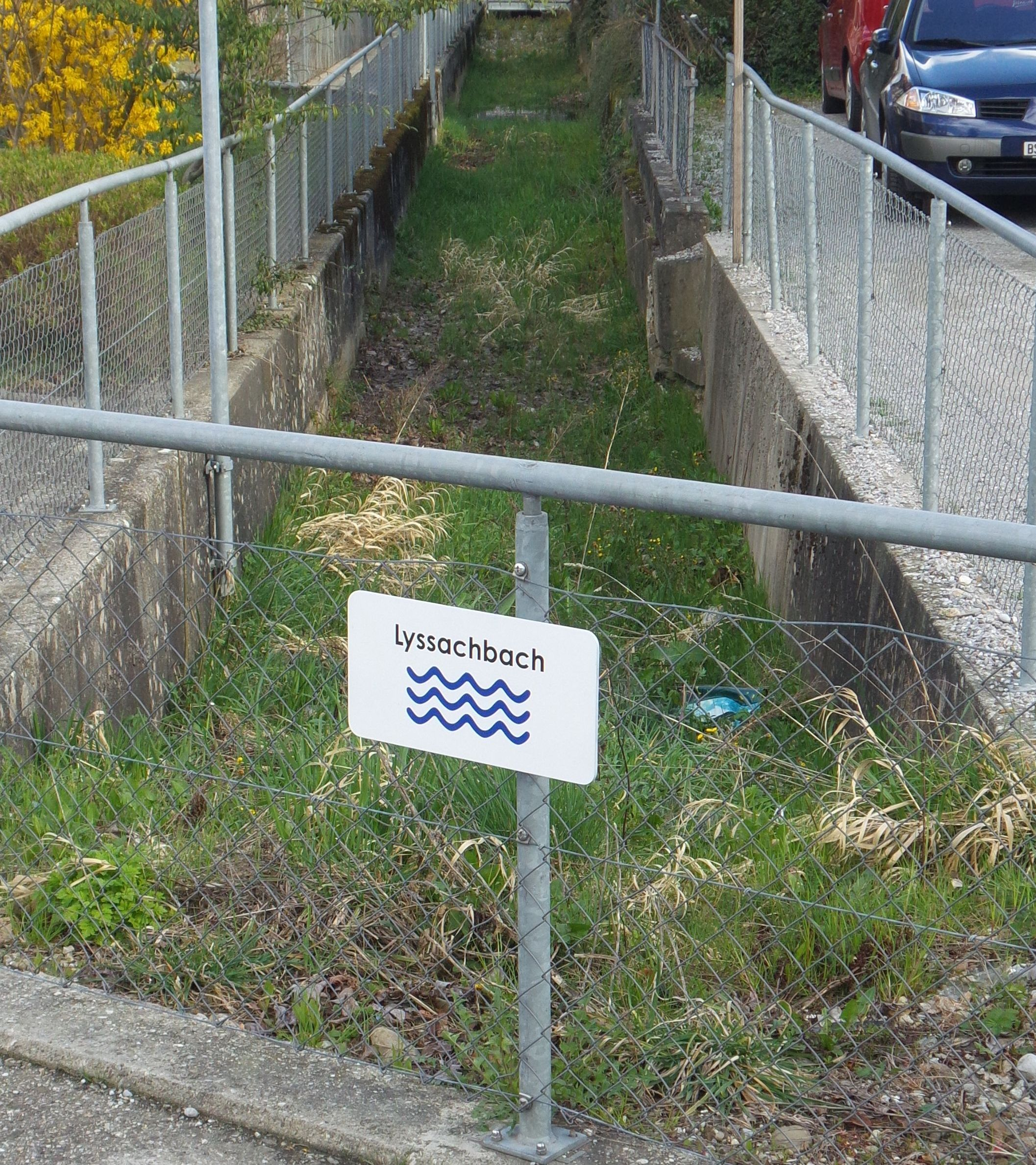
Offene Teilstrecke des Lyssachbachs, verlandet
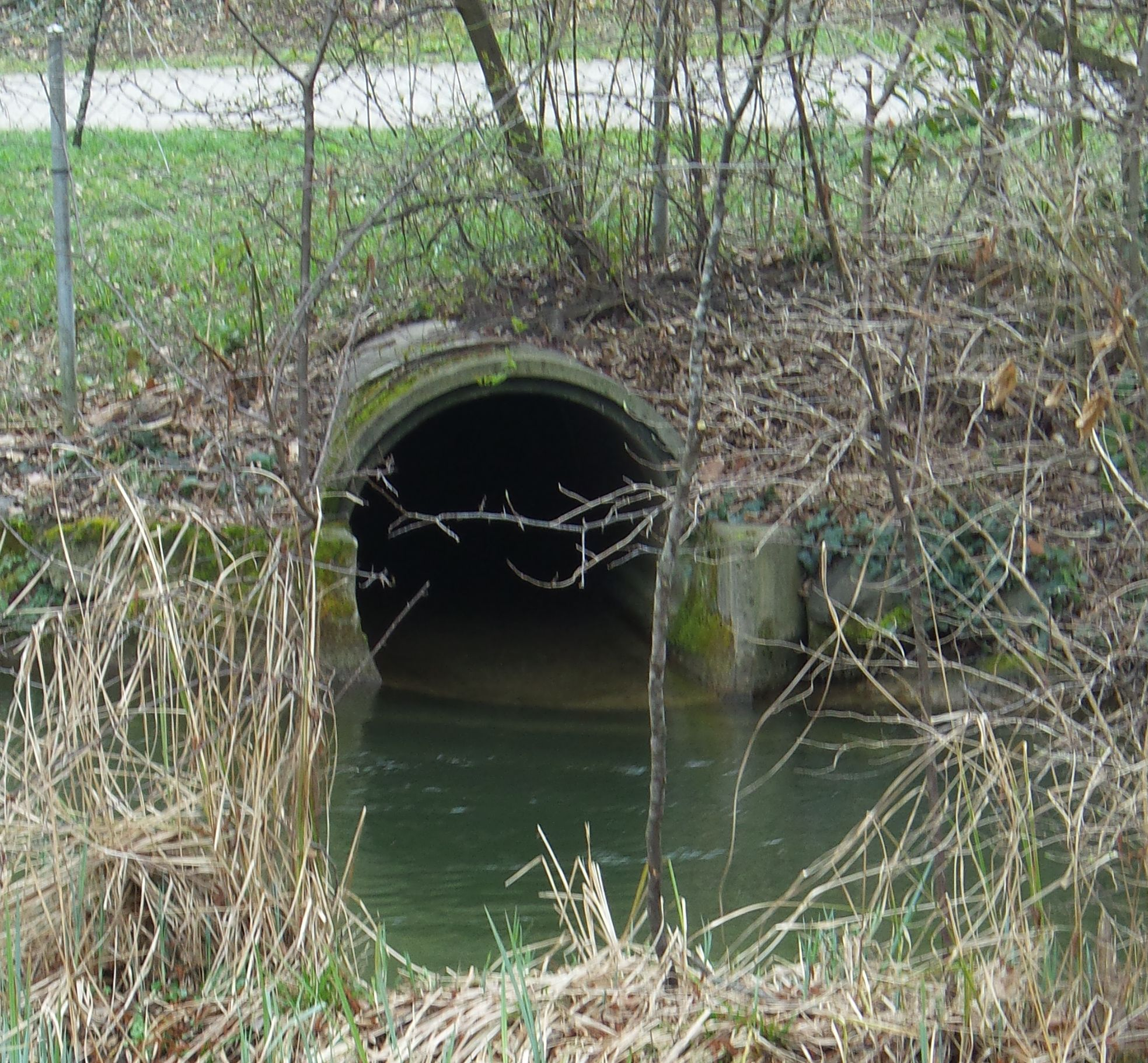
Unterirdisches Ende des Lyssachbaches (zurück in den Mülibach)
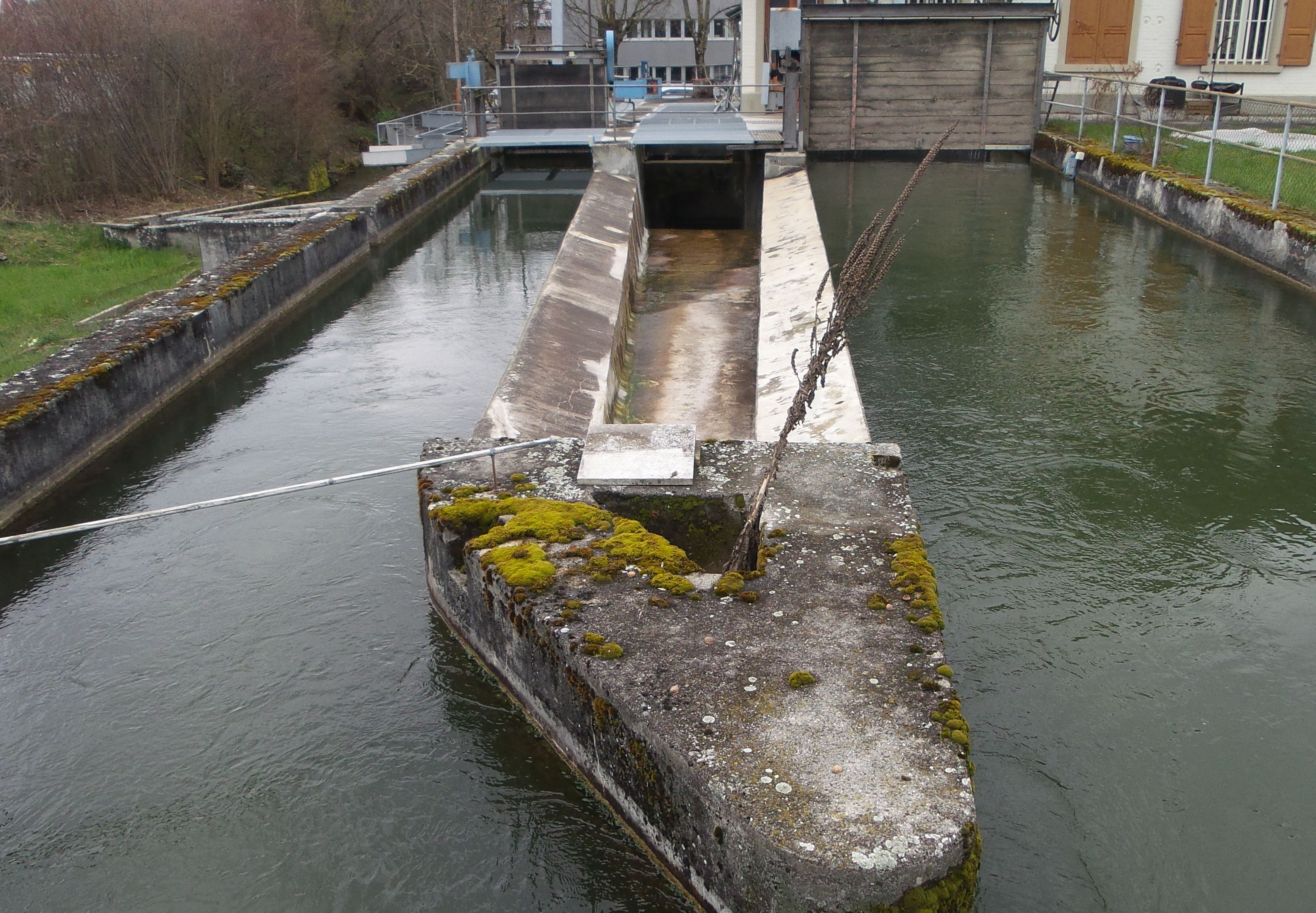
Der Lyssachteilbach, nach links vom Mülibach abgezweigt, bevor beide je ein Kraftwerk antreiben